# Ekstraklasa w piłce nożnej (2011/2012)/Wyniki spotkań

## Zestawienie wszystkich rozegranych meczów. Kliknij na wynik, a zostaniesz przeniesiony do szczegółów meczu.
|                            | CRA | BEŁ | GZA | JAG | KOR | LPO | LGD | LEG | ŁKS | POD | PWA | RCH | ŚLĄ | WID | WKR | ZLU |
| -------------------------- | --- | --- | --- | --- | --- | --- | --- | --- | --- | --- | --- | --- | --- | --- | --- | --- |
| Cracovia                   | –   | 2:1 | 1:3 | 0:0 | 1:2 | 0:3 | 1:1 | 1:3 | 0:1 | 3:1 | 0:0 | 0:2 | 0:1 | 0:0 | 1:0 | 0:2 |
| GKS Bełchatów              | 2:2 | –   | 1:1 | 2:0 | 0:2 | 0:3 | 1:3 | 0:2 | 3:0 | 6:0 | 2:1 | 1:1 | 3:0 | 0:0 | 2:2 | 2:1 |
| Górnik Zabrze              | 0:1 | 1:0 | –   | 2:0 | 2:0 | 2:1 | 2:2 | 2:0 | 0:0 | 3:0 | 1:0 | 1:2 | 0:2 | 1:1 | 2:0 | 4:1 |
| Jagiellonia Białystok      | 2:1 | 1:0 | 2:1 | –   | 1:1 | 2:0 | 2:1 | 0:0 | 2:1 | 0:2 | 3:2 | 0:1 | 0:2 | 4:1 | 1:0 | 3:1 |
| Korona Kielce              | 0:0 | 2:2 | 2:0 | 2:0 | –   | 2:2 | 1:0 | 1:0 | 0:2 | 2:0 | 3:0 | 2:2 | 2:1 | 0:2 | 0:0 | 0:2 |
| Lech Poznań                | 3:1 | 0:1 | 1:0 | 4:1 | 1:0 | –   | 2:1 | 0:0 | 4:0 | 1:0 | 1:0 | 3:0 | 2:0 | 0:1 | 0:1 | 3:2 |
| Lechia Gdańsk              | 1:1 | 0:0 | 2:1 | 0:1 | 0:0 | 0:0 | –   | 1:0 | 0:0 | 2:3 | 1:3 | 1:0 | 1:1 | 0:0 | 0:2 | 0:1 |
| Legia Warszawa             | 0:0 | 1:1 | 3:1 | 1:1 | 1:0 | 0:1 | 3:0 | –   | 2:0 | 1:2 | 0:0 | 2:0 | 1:2 | 2:0 | 2:0 | 3:0 |
| ŁKS Łódź                   | 2:2 | 1:1 | 1:1 | 1:1 | 0:2 | 0:5 | 0:0 | 1:3 | –   | 2:1 | 0:2 | 0:4 | 1:2 | 1:1 | 1:2 | 1:2 |
| Podbeskidzie Bielsko-Biała | 1:0 | 1:0 | 1:1 | 2:2 | 2:3 | 0:0 | 1:0 | 0:1 | 0:1 | –   | 1:1 | 0:1 | 1:1 | 0:0 | 1:3 | 1:0 |
| Polonia Warszawa           | 2:1 | 2:1 | 1:1 | 4:1 | 0:0 | 1:0 | 1:0 | 2:1 | 2:0 | 2:1 | –   | 0:1 | 3:0 | 1:2 | 1:1 | 0:4 |
| Ruch Chorzów               | 2:0 | 2:1 | 0:0 | 1:0 | 4:1 | 3:0 | 2:1 | 0:1 | 2:2 | 2:2 | 0:1 | –   | 0:1 | 3:1 | 1:0 | 2:1 |
| Śląsk Wrocław              | 3:0 | 1:0 | 1:1 | 3:1 | 1:2 | 3:1 | 1:0 | 0:4 | 4:0 | 1:0 | 4:0 | 1:1 | –   | 1:2 | 0:1 | 2:1 |
| Widzew Łódź                | 1:0 | 1:0 | 2:0 | 4:2 | 0:0 | 0:0 | 0:1 | 1:1 | 0:1 | 0:1 | 1:0 | 1:2 | 2:2 | –   | 1:1 | 0:0 |
| Wisła Kraków               | 1:0 | 2:0 | 0:1 | 3:1 | 0:1 | 0:0 | 0:1 | 0:0 | 3:2 | 0:1 | 0:1 | 3:2 | 0:1 | 1:0 | –   | 1:0 |
| Zagłębie Lubin             | 1:1 | 1:1 | 2:1 | 2:1 | 3:1 | 1:1 | 0:1 | 0:4 | 2:1 | 0:0 | 1:0 | 1:1 | 1:5 | 1:0 | 2:2 | –   |

Dane aktualne na 16 kwietnia 2012 g.22:00.

Drużyna gospodarzy jest wymieniona po lewej stronie tabeli.

Kolory: Niebieski = wygrana gospodarzy; Biały = remis; Czerwony = zwycięstwo gości.

## Runda jesienna (29 lipca – 12 grudnia)

### 1. kolejka (29 lipca – 1 sierpnia)
| 29 lipca 2011 18:00 | ŁKS Łódź                   | 0:5(0:3) | Lech Poznań · 21', 75', 78' Rudņevs · 25' (sam.) Stefańczyk · 30' Štilić | Stadion GKS-u, Bełchatów Widzów: 600 Sędzia: Dawid Piasecki (Słupsk) |
|                     | kartki: · Szałachowski 86' |          | kartki: · 80' Injac                                                      |                                                                      |

| 29 lipca 2011 20:30 | Polonia Warszawa · Bruno 79'       | 1:0(0:0) | Lechia Gdańsk                    | Stadion Polonii, Warszawa Widzów: 3,5 tys. Sędzia: Paweł Pskit (Łódź) |
|                     | kartki: · Bruno 40' · Sikorski 42' |          | kartki: · 67' Traoré · 80' Surma |                                                                       |

| 30 lipca 2011 13:30 | Cracovia · Suvorov 11' (k)                                                   | 1:2(1:0) | Korona Kielce · 63' (k) Vuković · 90+1' Zieliński                   | Stadion Cracovii, Kraków Widzów: 9564 Sędzia: Włodzimierz Bartos (Łódź) |
|                     | kartki: · Niedzielan 40' · Radomski 62' · Kosanović 64' · van der Biezen 68' |          | kartki: · 9' Kiercz · 10' Lisowski · 38' Sobolewski · 86' Kijanskas |                                                                         |

| 30 lipca 2011 15:45 | Ruch Chorzów · Piech 61' · Abbott 90+3' (k) | 2:1(0:0) | GKS Bełchatów · 80' Żewłakow              | Stadion Ruchu, Chorzów Widzów: 4,5 tys. Sędzia: Paweł Raczkowski (Warszawa) |
|                     |                                             |          | kartki: · 69', 82' Kosowski · 90+2' Nowak |                                                                             |

| 30 lipca 2011 18:00 | Widzew Łódź · Oziębała 75' | 1:1(0:0) | Wisła Kraków · 90+3' Biton | Stadion Widzewa, Łódź Widzów: 5,9 tys. Sędzia: Robert Małek (Zabrze) |
|                     |                            |          |                            |                                                                      |

| 31 lipca 2011 14:30 | Śląsk Wrocław · Voskamp 78' | 1:1(0:1) | Górnik Zabrze · 32' Banaś             | Stadion Oporowska, Wrocław Widzów: 7890 Sędzia: Adam Lyczmański (Bydgoszcz) |
|                     |                             |          | kartki: · 68' Banaś · 81' Gołębiewski |                                                                             |

| 23 listopada 2011 18:30 | Legia Warszawa · Rybus 19' · Radović 60' · Ljuboja 75' | 3:0(1:0) | Zagłębie Lubin        | Pepsi Arena, Warszawa Widzów: 14 654 Sędzia: Daniel Stefański (Bydgoszcz) |
|                         |                                                        |          | kartki: · 28' Woźniak |                                                                           |

| 1 sierpnia 2011 18:30 | Podbeskidzie Bielsko-Biała · Demjan 82' · Cieśliński 89' (k) | 2:2(0:2) | Jagiellonia Białystok · 6' (k), 41' Frankowski  | Stadion Miejski, Bielsko-Biała Widzów: 3969 Sędzia: Szymon Marciniak (Płock) |
|                       |                                                              |          | kartki: · 30' Seratlić · 59' Sidqy · 88' Cionek |                                                                              |

### 2. kolejka (5 sierpnia – 8 sierpnia)
| 5 sierpnia 2011 18:00 | Górnik Zabrze · Kwiek 46'                      | 1:1(0:0) | Widzew Łódź · 70' (k) Broź                    | Stadion Górnika, Zabrze Widzów: 3,5 tys. Sędzia: Daniel Stefański (Bydgoszcz) |
|                       | kartki: · Banaś 34' · Kwiek 70' · Gierczak 87' |          | kartki: · 30' Dudu · 38' Grzelczak · 57' Broź |                                                                               |

| 5 sierpnia 2011 20:30 | Zagłębie Lubin · Pawłowski 85' | 1:1(0:0) | Lech Poznań · 49' Henríquez | Stadion Zagłębia, Lubin Widzów: 11 115 Sędzia: Włodzimierz Bartos (Łódź) |
|                       |                                |          | kartki: · 17' Arboleda      |                                                                          |

| 6 sierpnia 2011 13:30 | GKS Bełchatów · Popek 6', 9', 71' · Božok 33' · Żewłakow 48' · Szmatiuk 52' | 6:0(3:0) | Podbeskidzie Bielsko-Biała | Stadion GKS-u, Bełchatów Widzów: 1,6 tys. Sędzia: Adam Lyczmański (Bydgoszcz) |
|                       | kartki: · Zbozień 68'                                                       |          |                            |                                                                               |

| 6 sierpnia 2011 15:45 | Jagiellonia Białystok · Skerla 39' · Frankowski 89' | 2:1(1:1) | Lechia Gdańsk · 7' Lukjanovs                                  | Stadion Miejski, Białystok Widzów: 3691 Sędzia: Paweł Gil (Lublin) |
|                       | kartki: · Tymiński 46' · Norambuena 70'             |          | kartki: · 16' Deleu · 48' Nowak · 59' Hajrapetjan · 73' Vučko |                                                                    |

| 6 sierpnia 2011 18:00 | Polonia Warszawa · Bruno 24' | 1:1(1:0) | Wisła Kraków · 66' Biton           | Stadion Polonii, Warszawa Widzów: 4 tys. Sędzia: Dawid Piasecki (Słupsk) |
|                       | kartki: · Trałka 78'         |          | kartki: · 81' Paljić · 90+3' Núñez |                                                                          |

| 7 sierpnia 2011 14:30 | Śląsk Wrocław · Sztylka 5' (k), 37' · Voskamp 44' · Madej 48' | 4:0(3:0) | ŁKS Łódź | Stadion Oporowska, Wrocław Widzów: 7,5 tys. Sędzia: Sebastian Jarzębak (Bytom) |
|                       |                                                               |          |          |                                                                                |

| 7 sierpnia 2011 17:00 | Cracovia · Ntibazonkiza 90+1' | 1:3(0:2) | Legia Warszawa · 12', 24' Manú · 68' Radović | Stadion Cracovii, Kraków Widzów: 12 546 Sędzia: Paweł Pskit (Łódź) |
|                       | kartki: · Nykiel 77'          |          | kartki: · 69' Radović                        |                                                                    |

| 8 sierpnia 2011 18:30 | Korona Kielce · Zieliński 6' · Vuković 37' | 2:2(2:2) | Ruch Chorzów · 8' Straka · 33' (k) Abbott | Stadion Miejski, Kielce Widzów: 7128 Sędzia: Szymon Marciniak (Płock) |
|                       | kartki: · Kuzera 32' · Korzym 40'          |          | kartki: · 34' Grodzicki                   |                                                                       |

### 3. kolejka (12 sierpnia – 15 sierpnia)
| 12 sierpnia 2011 18:00 | Ruch Chorzów                                                           | 0:1(0:0) | Śląsk Wrocław · 89' Díaz               | Stadion Ruchu, Chorzów Widzów: 5,5 tys. Sędzia: Marcin Borski (Warszawa) |
|                        | kartki: · Grodzicki 30' · Malinowski 40' · Komac 62' · Szyndrowski 86' |          | kartki: · 79' Pietrasiak · 90+2' Madej |                                                                          |

| 12 sierpnia 2011 20:30 | Legia Warszawa · Ljuboja 7', 90' · Radović 76' | 3:1(1:0) | Górnik Zabrze · 52' Zahorski                        | Pepsi Arena, Warszawa Widzów: 17 558 Sędzia: Dawid Piasecki (Słupsk) |
|                        | kartki: · Borysiuk 48'                         |          | kartki: · 61' Olkowski · 69' Marciniak · 80' Bemben |                                                                      |

| 13 sierpnia 2011 13:30 | Jagiellonia Białystok · Frankowski 90' | 1:1(0:1) | Korona Kielce · 3' Zieliński                                           | Stadion Miejski, Białystok Widzów: 4067 Sędzia: Wojciech Krztoń (Olsztyn) |
|                        | kartki: · Hermes 14'                   |          | kartki: · 60' Kuzera · 86' Lisowski · 89' Sobolewski · 90' Lenartowski |                                                                           |

| 13 sierpnia 2011 15:45 | Polonia Warszawa · Bruno 35' · Adamski 85' (sam.) | 2:0(1:0) | ŁKS Łódź                                              | Stadion Polonii, Warszawa Widzów: 3,2 tys. Sędzia: Paweł Gil (Lublin) |
|                        | kartki: · Bruno 55' · Bonin 66'                   |          | kartki: · 65' Klepczarek · 74' Nowak · 77' Stefańczyk |                                                                       |

| 13 sierpnia 2011 18:00 | Wisła Kraków · Biton 52' (k) | 1:0(0:0) | Zagłębie Lubin                         | Stadion Miejski, Kraków Widzów: 12 825 Sędzia: Szymon Marciniak (Płock) |
|                        | kartki: · Núñez 59'          |          | kartki: · 48' Rachwał · 53' Nhamoinesu |                                                                         |

| 14 sierpnia 2011 14:30 | Podbeskidzie Bielsko-Biała | 0:0(0:0) | Widzew Łódź | Stadion Miejski, Bielsko-Biała Widzów: 3,5 tys. Sędzia: Radosław Trochimiuk (Ciechanów) |
|                        | kartki: · Łatka 58'        |          |             |                                                                                         |

| 14 sierpnia 2011 17:00 | Lechia Gdańsk · Benson 25'           | 1:1(1:0) | Cracovia · 69' Višņakovs              | PGE Arena Gdańsk, Gdańsk Widzów: 34 444 Sędzia: Robert Małek (Zabrze) |
|                        | kartki: · Dawidowski 34' · Vučko 89' |          | kartki: · 84' Nykiel · 89' Niedzielan |                                                                       |

| 15 sierpnia 2011 18:30 | GKS Bełchatów       | 0:3(0:0) | Lech Poznań · 52', 58', 63' Rudņevs | Stadion GKS-u, Bełchatów Widzów: 3,3 tys. Sędzia: Tomasz Musiał (Kraków) |
|                        | kartki: · Baran 74' |          | kartki: · 55' Henríquez             |                                                                          |

### 4. kolejka (19 sierpnia – 22 sierpnia)
| 19 sierpnia 2011 18:00 | Zagłębie Lubin                         | 0:0(0:0) | Podbeskidzie Bielsko-Biała                                                 | Stadion Zagłębia, Lubin Widzów: 6128 Sędzia: Marcin Borski (Warszawa) |
|                        | kartki: · Rachwał 34' · Nhamoinesu 70' |          | kartki: · 18' Łatka · 40' Metelka · 64' Cienciała · 74' Šourek · 90+2' Bąk |                                                                       |

| 19 sierpnia 2011 20:30 | Lech Poznań · Rudņevs 20', 48' · Możdżeń 30' | 3:0(2:0) | Ruch Chorzów         | Stadion Amiki, Wronki Widzów: 2832 Sędzia: Dawid Piasecki (Słupsk) |
|                        | kartki: · Kotorowski 28' · Możdżeń 52'       |          | kartki: · 28' Abbott |                                                                    |

| 20 sierpnia 2011 13:30 | Górnik Zabrze · Marciniak 90+4' | 1:0(0:0) | GKS Bełchatów                                | Stadion Górnika, Zabrze Widzów: 3,5 tys. Sędzia: Szymon Marciniak (Płock) |
|                        |                                 |          | kartki: · 43' Popek · 68' Božok · 90' Kuświk |                                                                           |

| 20 sierpnia 2011 15:45 | Widzew Łódź · Okachi 47'                  | 1:0(0:0) | Polonia Warszawa          | Stadion Widzewa, Łódź Widzów: 6,6 tys. Sędzia: Adam Lyczmański (Bydgoszcz) |
|                        | kartki: · Dzalamidze 82' · Mielcarz 90+4' |          | kartki: · 82' Baszczyński |                                                                            |

| 20 sierpnia 2011 18:00 | Korona Kielce               | 0:0(0:0) | Wisła Kraków                      | Stadion Miejski, Kielce Widzów: 9246 Sędzia: Paweł Raczkowski (Warszawa) |
|                        | kartki: · Lisowski 55', 89' |          | kartki: · 32' Jirsák · 73' Czekaj |                                                                          |

| 21 sierpnia 2011 14:30 | Jagiellonia Białystok · Kupisz 31' · Frankowski 72' (k) | 2:1(1:0) | Cracovia · 90+2' Suvorov                             | Stadion Miejski, Białystok Widzów: 4168 Sędzia: Włodzimierz Bartos (Łódź) |
|                        | kartki: · Kupisz 29' · Bartczak 82'                     |          | kartki: · 72' Kaczmarek · 79' Struna · 88' Kosanović |                                                                           |

| 21 sierpnia 2011 17:00 | Legia Warszawa · Ljuboja 77'         | 1:2(0:2) | Śląsk Wrocław · 7' Madej · 43' Voskamp             | Pepsi Arena, Warszawa Widzów: 18 520 Sędzia: Robert Małek (Zabrze) |
|                        | kartki: · Radović 54' · Borysiuk 56' |          | kartki: · 72' Wasiluk · 84' Kelemen · 90+1' Elsner |                                                                    |

| 22 sierpnia 2011 18:30 | Lechia Gdańsk                                      | 0:0(0:0) | ŁKS Łódź                            | PGE Arena Gdańsk, Gdańsk Widzów: 22 624 Sędzia: Radosław Trochimiuk (Ciechanów) |
|                        | kartki: · Deleu 24' · Wiśniewski 61' · Janicki 78' |          | kartki: · 10' Saganowski · 12' Kłus |                                                                                 |

### 5. kolejka (26 sierpnia – 29 sierpnia)
| 26 sierpnia 2011 18:00 | Zagłębie Lubin · Galkevičius 19'                      | 1:1(1:0) | Cracovia · 84' Ntibazonkiza                                                                          | Stadion Zagłębia, Lubin Widzów: 6534 Sędzia: Radosław Trochimiuk (Ciechanów) |
|                        | kartki: · Telichowski 42' · Rakowski 79' · Traoré 90' |          | kartki: · 27' Nykiel · 40' Boljević · 55' Suvorov · 73' Szeliga · 75', 85' Ntibazonkiza · 90' Struna |                                                                              |

| 26 sierpnia 2011 18:00 | Górnik Zabrze · Kwiek 45+3' · Banaś 49' (k)                | 2:1(1:0) | Lech Poznań · 90+1' Krivets             | Stadion Górnika, Zabrze Widzów: 3,5 tys. Sędzia: Włodzimierz Bartos (Łódź) |
|                        | kartki: · Przybylski 21' · Marciniak 24' · Gołębiewski 80' |          | kartki: · 36' Murawski · 48' Wojtkowiak |                                                                            |

| 27 sierpnia 2011 13:30 | Podbeskidzie Bielsko-Biała · Konieczny 53' · Demjan 80' | 2:3(0:2) | Korona Kielce · 33' Kiercz · 45+2' (k) Vuković · 68' Korzym       | Stadion Miejski, Bielsko-Biała Widzów: 3284 Sędzia: Piotr Siedlecki (Warszawa) |
|                        |                                                         |          | kartki: · 36' Zieliński · 42' Jovanović · 78' Kijanskas · 90' Bąk |                                                                                |

| 27 sierpnia 2011 15:45 | Polonia Warszawa · Bruno 18' · Teodorczyk 52' | 2:1(1:1) | GKS Bełchatów · 14' Nowak          | Stadion Polonii, Warszawa Widzów: 2,6 tys. Sędzia: Tomasz Musiał (Kraków) |
|                        | kartki: · Kokoszka 45' · Trałka 58'           |          | kartki: · 57' Lacić · 83' Tanevski |                                                                           |

| 27 sierpnia 2011 18:00 | Wisła Kraków        | 0:1(0:0) | Lechia Gdańsk · 54' Wiśniewski | Stadion Miejski, Kraków Widzów: 13 550 Sędzia: Marcin Szulc (Warszawa) |
|                        | kartki: · Iliev 34' |          | kartki: · 80' Dawidowski       |                                                                        |

| 28 sierpnia 2011 14:30 | Śląsk Wrocław · Mila 66'                        | 1:2(1:1) | Widzew Łódź · 33' Dzalamidze · 38' Bieniuk                    | Stadion Oporowska, Wrocław Widzów: 7980 Sędzia: Dawid Piasecki (Słupsk) |
|                        | kartki: · Kelemen 47' · Madej 68' · Socha 90+3' |          | kartki: · 35' Bróz · 40' Grzelczak · 47' Panka · 85' Mielcarz |                                                                         |

| 28 sierpnia 2011 17:00 | Ruch Chorzów · Abott 68'                   | 1:0(0:0) | Jagiellonia Białystok    | Stadion Ruchu, Chorzów Widzów: 4,5 tys. Sędzia: Paweł Pskit (Łódź) |
|                        | kartki: · Grodzicki 6' · Szyndrowski 90+6' |          | kartki: · 90+4' Ćetković |                                                                    |

| 29 sierpnia 2011 18:30 | ŁKS Łódź · Szałachowski 15' | 1:3(1:2) | Legia Warszawa · 13' (k) Vrdoljak · 19' Gol · 81' Ljuboja | Stadion GKS-u, Bełchatów Widzów: 900 Sędzia: Wojciech Krztoń (Olsztyn) |
|                        |                             |          | kartki: · 54' Borysiuk · 70' Wawrzyniak · 72' Vrdoljak    |                                                                        |

### 6. kolejka (9 września – 12 września)
| 9 września 2011 18:00 | Ruch Chorzów · Jankowski 19' · Piech 77' | 2:1(1:0) | Zagłębie Lubin · 90+4' Woźniak                                       | Stadion Ruchu, Chorzów Widzów: 5,2 tys. Sędzia: Dawid Piasecki (Słupsk) |
|                       | kartki: · Straka 39' · Malinowski 56'    |          | kartki: · 25' Wilczek · 45' Hanzel · 49', 58' Hanek · 58' Gancarczyk |                                                                         |

| 9 września 2011 20:30 | Lech Poznań          | 0:1(0:1) | Wisła Kraków · 25' Biton                            | Stadion Miejski, Poznań Widzów: 18,2 tys. Sędzia: Marcin Borski (Warszawa) |
|                       | kartki: · Štilić 40' |          | kartki: · 50' Sobolewski · 68' Paljić · 90' Pareiko |                                                                            |

| 10 września 2011 13:30 | GKS Bełchatów                       | 0:0(0:0) | Widzew Łódź                                 | Stadion GKS-u, Bełchatów Widzów: 2,5 tys. Sędzia: Sebastian Jarzębak (Bytom) |
|                        | kartki: · Wróbel 14' · Kosowski 30' |          | kartki: · 35' Panka · 76' Ukah · 90+2' Dudu |                                                                              |

| 10 września 2011 15:45 | Korona Kielce · Staňo 25' · Kuzera 37'    | 2:1(2:1) | Śląsk Wrocław · 21' Voskamp                    | Stadion Miejski, Kielce Widzów: 7327 Sędzia: Daniel Stefański (Bydgoszcz) |
|                        | kartki: · Kuzera 14', 82' · Malarczyk 22' |          | kartki: · 45' Elsner · 62' Sobota · 80' Spahić |                                                                           |

| 10 września 2011 18:00 | Legia Warszawa · Vrdoljak 47' | 1:2(0:2) | Podbeskidzie Bielsko-Biała · 24' Górkiewicz · 45+1' Patejuk | Pepsi Arena, Warszawa Widzów: 18,5 tys. Sędzia: Tomasz Musiał (Kraków) |
|                        | kartki: · Radović 90+5'       |          | kartki: · 33' Sokołowski                                    |                                                                        |

| 11 września 2011 14:30 | Cracovia                                                    | 0:1(0:0) | ŁKS Łódź · 32' Łukasiewicz                                | Stadion Cracovii, Kraków Widzów: 10 084 Sędzia: Paweł Gil (Lublin) |
|                        | kartki: · Żytko 30' · van der Biezen 52' · Ntibazonkiza 80' |          | kartki: · 6' Klepczarek · 30' Kašćelan · 90+2' Saganowski |                                                                    |

| 11 września 2011 17:00 | Jagiellonia Białystok · Skerla 25' · Frankowski 53' · Grzyb 71' | 3:2(1:0) | Polonia Warszawa · 66' Teodorczyk · 87' Jež | Stadion Miejski, Białystok Widzów: 4016 Sędzia: Tomasz Garbowski (Kluczbork) |
|                        |                                                                 |          | kartki: · 24' Trałka · 74' Teodorczyk       |                                                                              |

| 12 września 2011 18:30 | Lechia Gdańsk · Machaj 60' · Wiśniewski 82' (k) | 2:1(0:1) | Górnik Zabrze · 31' Gołębiewski   | PGE Arena Gdańsk, Gdańsk Widzów: 18 566 Sędzia: Szymon Marciniak (Płock) |
|                        |                                                 |          | kartki: · 66' Banaś · 90+2' Danch |                                                                          |

### 7. kolejka (16 września – 19 września)
| 16 września 2011 18:00 | Widzew Łódź                                          | 0:0(0:0) | Zagłębie Lubin                                      | Stadion Widzewa, Łódź Widzów: 7,2 tys. Sędzia: Paweł Gil (Lublin) |
|                        | kartki: · Pinheiro 38' · Grzelczak 66' · Ceglarz 79' |          | kartki: · 10' Gancarczyk · 59' Hanzel · 83' Rachwał |                                                                   |

| 16 września 2011 20:30 | Lech Poznań · Rudņevs 24', 58', 62' · Tonev 64' | 4:1(1:1) | Jagiellonia Białystok · 33' Plizga | Stadion Miejski, Poznań Widzów: 10 389 Sędzia: Sebastian Jarzębak (Bytom) |
|                        | kartki: · Bruma 27' · Możdżeń 50'               |          |                                    |                                                                           |

| 17 września 2011 13:30 | Podbeskidzie Bielsko-Biała | 0:1(0:1) | Ruch Chorzów · 34' Jankowski           | Stadion Miejski, Bielsko-Biała Widzów: 3350 Sędzia: Robert Małek (Zabrze) |
|                        |                            |          | kartki: · 30' Lewczuk · 82' Malinowski |                                                                           |

| 17 września 2011 15:45 | ŁKS Łódź · Szałachowski 70'               | 1:1(0:1) | Górnik Zabrze · 18' Nakoulma                                       | Stadion GKS-u, Bełchatów Widzów: 900 Sędzia: Marcin Borski (Warszawa) |
|                        | kartki: · Saganowski 31' · Klepczarek 78' |          | kartki: · 39' Nakoulma · 55' Marciniak · 60' Pazdan · 86' Zahorski |                                                                       |

| 17 września 2011 18:00 | Korona Kielce · Kiełb 9'            | 1:0(1:0) | Lechia Gdańsk                                                                  | Stadion Miejski, Kielce Widzów: 9183 Sędzia: Tomasz Musiał (Kraków) |
|                        | kartki: · Korzym 44' · Lisowski 44' |          | kartki: · 44' Surma · 44' Hajrapetjan · 45+2' Wiśniewski · 84' Andriuškevičius |                                                                     |

| 18 września 2011 14:30 | Cracovia                                              | 0:1(0:0) | Śląsk Wrocław · 66' Sobota                       | Stadion Cracovii, Kraków Widzów: 7614 Sędzia: Tomasz Garbowski (Kluczbork) |
|                        | kartki: · Szeliga 38' · Niedzielan 40' · Radomski 82' |          | kartki: · 42' Elsner · 87' Sobota · 90' Ćwielong |                                                                            |

| 18 września 2011 17:00 | Polonia Warszawa · Jodłowiec 60' · Çani 75' | 2:1(0:1) | Legia Warszawa · 24' Radović                                     | Stadion Polonii, Warszawa Widzów: 6,5 tys. Sędzia: Daniel Stefański (Bydgoszcz) |
|                        | kartki: · Sadlok 68' · Trałka 77'           |          | kartki: · 26' Rzeźniczak · 38' Gol · 84' Vrdoljak · 90+2' Górski |                                                                                 |

| 19 września 2011 18:30 | Wisła Kraków · Biton 49', 59' | 2:0(0:0) | GKS Bełchatów        | Stadion Miejski, Kraków Widzów: 11 280 Sędzia: Wojciech Krztoń (Olsztyn) |
|                        | kartki: · Garguła 88'         |          | kartki: · 85' Kuświk |                                                                          |

### 8. kolejka (23 września – 26 września)
| 23 września 2011 18:00 | Podbeskidzie Bielsko-Biała · Malinowski 70'                      | 1:0(0:0) | Lechia Gdańsk                                          | Stadion Miejski, Bielsko-Biała Widzów: 3 tys. Sędzia: Paweł Gil (Lublin) |
|                        | kartki: · Konieczny 38' · Sokołowski 40' · Łatka 76' · Kohen 81' |          | kartki: · 15' Vučko · 48' Pietrowski · 52' Hajrapetjan |                                                                          |

| 23 września 2011 20:30 | Śląsk Wrocław · Celeban 11' · Madej 39' · Diaz 74' | 3:1(2:0) | Lech Poznań · 82' Rudņevs | Stadion Oporowska, Wrocław Widzów: 8,3 tys. Sędzia: Szymon Marciniak (Płock) |
|                        |                                                    |          |                           |                                                                              |

| 24 września 2011 13:30 | Górnik Zabrze | 0:1(0:0) | Cracovia · 78' Niedzielan           | Stadion Górnika, Zabrze Widzów: 3,5 tys. Sędzia: Paweł Raczkowski (Warszawa) |
|                        |               |          | kartki: · 49' Bartczak · 67' Dudzic |                                                                              |

| 24 września 2011 15:45 | Zagłębie Lubin · Woźniak 9', 77'                | 2:1(1:1) | ŁKS Łódź · 45' Saganowski                                                    | Stadion Zagłębia, Lubin Widzów: 4519 Sędzia: Marcin Borski (Warszawa) |
|                        | kartki: · Rachwał 5' · Šernas 23' · Woźniak 23' |          | kartki: · 3' Kaczmarek · 16' Łukasiewicz · 45+2' Szałachowski · 82' Łabędzki |                                                                       |

| 24 września 2011 18:00 | GKS Bełchatów | 0:2(0:0) | Legia Warszawa · 79' Wawrzyniak · 82' Radović | Stadion GKS-u, Bełchatów Widzów: 2,5 tys. Sędzia: Dawid Piasecki (Słupsk) |
|                        |               |          | kartki: · 68' Borysiuk                        |                                                                           |

| 25 września 2011 14:30 | Widzew Łódź · Grzelczak 16' · Madera 49' · Bieniuk 54' · Budka 65' | 4:2(1:1) | Jagiellonia Białystok · 14', 51' Kupisz | Stadion Widzewa, Łódź Widzów: 7,5 tys. Sędzia: Robert Małek (Zabrze) |
|                        | kartki: · Dzalamidze 15' · Ukah 39'                                |          |                                         |                                                                      |

| 25 września 2011 17:00 | Wisła Kraków · Biton 42' · Kirm 71' · Díaz 82' | 3:2(1:0) | Ruch Chorzów · 56' Lewczuk · 75' Jankowski | Stadion Miejski, Kraków Widzów: 16 280 Sędzia: Adam Lyczmański (Bydgoszcz) |
|                        | kartki: · Jaliens 78'                          |          | kartki: · 90+3' Zieńczuk                   |                                                                            |

| 26 września 2011 18:30 | Polonia Warszawa                              | 0:0(0:0) | Korona Kielce                                                                   | Stadion Polonii, Warszawa Widzów: 3,5 tys. Sędzia: Paweł Pskit (Łódź) |
|                        | kartki: · Piątek 10' · Sadlok 73' · Čotra 89' |          | kartki: · 10' Jovanović · 10' Kuzera · 19' Kiełb · 25' Hernâni · 90' Sobolewski |                                                                       |

### 9. kolejka (30 września – 3 października)
| 30 września 2011 18:00 | ŁKS Łódź · Szałachowski 55' · Saganowski 65' | 2:1(0:0) | Podbeskidzie Bielsko-Biała · 48' Demjan | Stadion MOSiR w Łodzi, Łódź Widzów: 3550 Sędzia: Marcin Szrek (Kielce) |
|                        | kartki: · Kašćelan 66'                       |          |                                         |                                                                        |

| 30 września 2011 20:30 | Lechia Gdańsk                     | 0:0(0:0) | GKS Bełchatów        | PGE Arena Gdańsk, Gdańsk Widzów: 17 313 Sędzia: Wojciech Krztoń (Olsztyn) |
|                        | kartki: · Pawłowski 41' · Bąk 55' |          | kartki: · 41' Buzała |                                                                           |

| 1 października 2011 13:30 | Ruch Chorzów · Jankowski 28', 50' · Piech 68' | 3:1(1:0) | Widzew Łódź · 71' Grzelczak                      | Stadion Ruchu, Chorzów Widzów: 6,4 tys. Sędzia: Tomasz Garbowski (Kluczbork) |
|                           | kartki: · Lewczuk 48'                         |          | kartki: · 36' Dudu · 39' Bieniuk · 42', 66' Ukah |                                                                              |

| 1 października 2011 15:45 | Jagiellonia Białystok · Frankowski 26', 88' · Seratlić 44' | 3:1(2:1) | Zagłębie Lubin · 30' Šernas | Stadion Miejski, Białystok Widzów: 3960 Sędzia: Paweł Dreschel (Gdańsk) |
|                           | kartki: · Seratlić 73'                                     |          | kartki: · 50' Nhamoinesu    |                                                                         |

| 1 października 2011 18:00 | Cracovia | 0:3(0:1) | Lech Poznań · 4' Murawski · 49', 83' Rudņevs | Stadion Cracovii, Kraków Widzów: 10 198 Sędzia: Sebastian Jarzębak (Bytom) |
|                           |          |          |                                              |                                                                            |

| 2 października 2011 14:30 | Śląsk Wrocław · Celeban 24' · Mila 45+2' · Gikiewicz 77' · Pietrasiak 90' | 4:0(2:0) | Polonia Warszawa       | Stadion Oporowska, Wrocław Widzów: 8,1 tys. Sędzia: Adam Lyczmański (Bydgoszcz) |
|                           |                                                                           |          | kartki: · 39' Kokoszka |                                                                                 |

| 2 października 2011 18:30 | Legia Warszawa · Ljuboja 25' · Gol 70'                      | 2:0(1:0) | Wisła Kraków                                             | Pepsi Arena, Warszawa Widzów: 25 165 Sędzia: Paweł Gil (Lublin) |
|                           | kartki: · Żyro 15' · Vrdoljak 29' · Ljuboja 53' · Rybus 62' |          | kartki: · 55' Núñez · 60' Paljić · 72' Wilk · 76' Jirsák |                                                                 |

| 3 października 2011 18:30 | Korona Kielce · Zieliński 20' · Kiełb 27' | 2:0(2:0) | Górnik Zabrze                                                  | Stadion Miejski, Kielce Widzów: 8315 Sędzia: Radosław Trochimiuk (Ciechanów) |
|                           | kartki: · Jovanović 52'                   |          | kartki: · 29' Kwiek · 52' Banaś · 72' Wodecki · 89' Przybylski |                                                                              |

### 10. kolejka (14 października – 17 października)
| 14 października 2011 18:00 | Podbeskidzie Bielsko-Biała · Patejuk 67' (k) | 1:0(0:0) | Cracovia                                                        | Stadion Miejski, Bielsko-Biała Widzów: 3450 Sędzia: Paweł Raczkowski (Warszawa) |
|                            | kartki: · Náther 31'                         |          | kartki: · 20' Nykiel · 38' Kahlon · 63' Bartczak · 77' Radomski |                                                                                 |

| 14 października 2011 20:30 | Lech Poznań · Wojtkowiak 64'          | 1:0(0:0) | Korona Kielce                                                                          | Stadion Miejski, Poznań Widzów: 13 156 Sędzia: Robert Małek (Zabrze) |
|                            | kartki: · Wołąkiewicz 45' · Injac 86' |          | kartki: · 33' Sobolewski · 35' Jovanović · 66' Vuković · 74' Staňo · 36', 90+3' Korzym |                                                                      |

| 15 października 2011 13:30 | GKS Bełchatów · Buzała 6', 22' · Božok 65'                 | 3:0(2:0) | Śląsk Wrocław                                                 | Stadion GKS-u, Bełchatów Widzów: 1,3 tys. Sędzia: Marcin Borski (Warszawa) |
|                            | kartki: · Baran 9' · Tanevski 41' · Božok 50' · Sapela 56' |          | kartki: · 4' Fojut · 10' Pawelec · 41' Socha · 73' Pietrasiak |                                                                            |

| 15 października 2011 15:45 | Polonia Warszawa · Çani 32'              | 1:1(1:0) | Górnik Zabrze · 90+1' Nakoulma | Stadion Polonii, Warszawa Widzów: 2,5 tys. Sędzia: Wojciech Krztoń (Olsztyn) |
|                            | kartki: · Trałka 90+2' · Jodłowiec 90+4' |          | kartki: · 63' Pazdan           |                                                                              |

| 15 października 2011 18:00 | Wisła Kraków · Biton 80' · Genkov 87' · Kirm 89' | 3:1(0:0) | Jagiellonia Białystok · 51' Pawłowski | Stadion Miejski, Kraków Widzów: 15 323 Sędzia: Adam Lyczmański (Bydgoszcz) |
|                            | kartki: · Iliev 56' · Wilk 72'                   |          |                                       |                                                                            |

| 16 października 2011 14:30 | Zagłębie Lubin        | 0:1(0:1) | Lechia Gdańsk · 45+2' Pietrowski                  | Stadion Zagłębia, Lubin Widzów: 5946 Sędzia: Paweł Pskit (Łódź) |
|                            | kartki: · Woźniak 71' |          | kartki: · 28' Nowak · 57' Pietrowski · 64' Traoré |                                                                 |

| 16 października 2011 17:00 | Ruch Chorzów                                                          | 0:1(0:1) | Legia Warszawa · 45+3' Ljuboja   | Stadion Ruchu, Chorzów Widzów: 7 tys. Sędzia: Daniel Stefański (Bydgoszcz) |
|                            | kartki: · Szyndrowski 32' · Lisowski 50' · Abbott 80' · Lewczuk 90+2' |          | kartki: · 53' Borysiuk · 83' Gol |                                                                            |

| 17 października 2011 18:30 | Widzew Łódź                                                                 | 0:1(0:0) | ŁKS Łódź · 84' Mięciel                   | Stadion Widzewa, Łódź Widzów: 9770 Sędzia: Dawid Piasecki (Słupsk) |
|                            | kartki: · Panka 28' · Pinheiro 35' 90+4' · Grzelczak 48', 56' · Bieniuk 56' |          | kartki: · 9' Kaczmarek · 63' Łukasiewicz |                                                                    |

### 11. kolejka (21 października – 24 października)
| 21 października 2011 18:00 | Zagłębie Lubin · Nhamoinesu 37' · Šernas 54' · Woźniak 60' | 3:1(1:0) | Korona Kielce · 84' Kaczmarek                                | Stadion Zagłębia, Lubin Widzów: 4615 Sędzia: Daniel Stefański (Bydgoszcz) |
|                            | kartki: · Horváth 33' · Rachwał 35' · Telichowski 89'      |          | kartki: · 19' Malarczyk · 35' Zieliński · 62', 90+3' Hernâni |                                                                           |

| 21 października 2011 20:30 | Górnik Zabrze · Nakoulma 14' (k)             | 1:2(1:0) | Ruch Chorzów · 60' Szyndrowski · 78' Piech | Stadion Górnika, Zabrze Widzów: 3031 Sędzia: Tomasz Musiał (Kraków) |
|                            | kartki: · Milik 24' · Danch 55' · Bemben 80' |          | kartki: · 27' Zieńczuk                     |                                                                     |

| 22 października 2011 13:30 | Jagiellonia Białystok · Frankowski 66' | 1:0(0:0) | GKS Bełchatów                    | Stadion Miejski, Białystok Widzów: 3989 Sędzia: Szymon Marciniak (Płock) |
|                            | kartki: · Norambuena 43' · Pejović 58' |          | kartki: · 48' Wróbel · 78' Baran |                                                                          |

| 22 października 2011 15:45 | Śląsk Wrocław · Celeban 22' | 1:0(1:0) | Podbeskidzie Bielsko-Biała         | Stadion Oporowska, Wrocław Widzów: 7,1 tys. Sędzia: Dawid Piasecki (Słupsk) |
|                            | kartki: · Elsner 55'        |          | kartki: · 28' Król · 68' Konieczny |                                                                             |

| 22 października 2011 18:00 | Lechia Gdańsk                                         | 0:0(0:0) | Lech Poznań              | PGE Arena Gdańsk, Gdańsk Widzów: 24 997 Sędzia: Sebastian Jarzębak (Bytom) |
|                            | kartki: · Janicki 63' · Traoré 88' · Dawidowski 90+3' |          | kartki: · 24', 88' Injac |                                                                            |

| 23 października 2011 14:30 | ŁKS Łódź · Szałachowski 8'                | 1:2(1:1) | Wisła Kraków · 30' Lamey · 52' Biton | Stadion MOSiR w Łodzi, Łódź Widzów: 3887 Sędzia: Robert Małek (Zabrze) |
|                            | kartki: · Klepczarek 85' · Golański 90+3' |          | kartki: · 84' Boguski                |                                                                        |

| 23 października 2011 17:00 | Legia Warszawa · Żyro 65' · Wolski 90' | 2:0(0:0) | Widzew Łódź                                                     | Pepsi Arena, Warszawa Widzów: 21 478 Sędzia: Paweł Gil (Lublin) |
|                            | kartki: · Jędrzejczyk 2'               |          | kartki: · 32' Ukah · 44' Ben Radhia · 59' Dzalamidze · 79' Dudu |                                                                 |

| 24 października 2011 18:30 | Cracovia                                                                           | 0:0(0:0) | Polonia Warszawa                                                    | Stadion Cracovii, Kraków Widzów: 7522 Sędzia: Hubert Siejewicz (Białystok) |
|                            | kartki: · Puzigaća 3' · Radomski 45+3' · Niedzielan 55' · Szeliga 62' · Struna 79' |          | kartki: · 29' Trałka · 55' Todorovski · 71' Baszczyński · 73' Čotra |                                                                            |

### 12. kolejka (28 października – 31 października)
| 28 października 2011 18:00 | Górnik Zabrze · Nakoulma 80' · Gołębiewski 87'                      | 2:0(0:0) | Jagiellonia Białystok | Stadion Górnika, Zabrze Widzów: 2568 Sędzia: Paweł Pskit (Łódź) |
|                            | kartki: · Marciniak 58' · Magiera 66' · Nakoulma 82' · Zahorski 90' |          |                       |                                                                 |

| 28 października 2011 20:30 | Śląsk Wrocław · Voskamp 51' | 1:0(0:0) | Lechia Gdańsk | Stadion Miejski, Wrocław Widzów: 40 tys. Sędzia: Robert Małek (Zabrze) |
|                            |                             |          |               |                                                                        |

| 29 października 2011 13:30 | GKS Bełchatów · Baran 16' · Buzała 59'              | 2:1(1:1) | Zagłębie Lubin · 27' Rachwał            | Stadion GKS-u, Bełchatów Widzów: 1389 Sędzia: Paweł Gil (Lublin) |
|                            | kartki: · Modelski 31' · Tanevski 44' · Fonfara 72' |          | kartki: · 47' Woźniak · 84' Telichowski |                                                                  |

| 29 października 2011 15:45 | Widzew Łódź · Oziębała 9'                             | 1:0(1:0) | Cracovia                                                                 | Stadion Widzewa, Łódź Widzów: 5,5 tys. Sędzia: Daniel Stefański (Bydgoszcz) |
|                            | kartki: · Ukah 13' · Ben Radhia 87' · Mroziński 90+4' |          | kartki: · 19', 72' Kosanović · 26', 90+6' Puzigaća · 77', 90+2' Bartczak |                                                                             |

| 29 października 2011 18:00 | Wisła Kraków       | 0:1(0:1) | Podbeskidzie Bielsko-Biała · 27' Dančík | Stadion Miejski, Kraków Widzów: 13 620 Sędzia: Szymon Marciniak (Płock) |
|                            | kartki: · Wilk 72' |          | kartki: · 36' Łatka · 89' Rogalski      |                                                                         |

| 30 października 2011 14:30 | Korona Kielce                                                  | 0:2(0:0) | ŁKS Łódź · 74' Szałachowski · 90+5' Kłus                                                                                            | Stadion Miejski, Kielce Widzów: 8180 Sędzia: Marcin Borski (Warszawa) |
|                            | kartki: · Vuković 28' · Kijanskas 59' · Staňo 79' · Kuzera 88' |          | kartki: · 23' Kłus · 39' Romańczuk · 62' Łabędzki · 70' Szałachowski · 81' Velimirović · 88' Kaczmarek · 88' Kašćelan · 88' Adamski |                                                                       |

| 30 października 2011 17:00 | Lech Poznań              | 0:0(0:0) | Legia Warszawa                    | Stadion Miejski, Poznań Widzów: 33 125 Sędzia: Hubert Siejewicz (Białystok) |
|                            | kartki: · Wojtkowiak 80' |          | kartki: · 71' Rybus · 78' Radović |                                                                             |

| 31 października 2011 18:30 | Ruch Chorzów                                                       | 0:1(0:0) | Polonia Warszawa · 66' Šultes  | Stadion Ruchu, Chorzów Widzów: 6 tys. Sędzia: Dawid Piasecki (Słupsk) |
|                            | kartki: · Straka 20' · Zieńczuk 31' · Burliga 72' · Malinowski 74' |          | kartki: · 74' Trałka · 80' Jež |                                                                       |

### 13. kolejka (4 listopada – 7 listopada)
| 4 listopada 2011 18:00 | Podbeskidzie Bielsko-Biała · Cieśliński 80'        | 1:1(0:0) | Górnik Zabrze · 63' Zahorski    | Stadion Miejski, Bielsko-Biała Widzów: 3,8 tys. Sędzia: Piotr Wasielewski (Kalisz) |
|                        | kartki: · Kohen 42' · Náther 72' · Konieczny 90+3' |          | kartki: · 4' Banaś · 45' Pazdan |                                                                                    |

| 4 listopada 2011 20:30 | Polonia Warszawa · Çani 90'            | 1:0(0:0) | Lech Poznań           | Stadion Polonii, Warszawa Widzów: 5 tys. Sędzia: Paweł Gil (Lublin) |
|                        | kartki: · Trałka 42' · Baszczyński 54' |          | kartki: · 76' Rudņevs |                                                                     |

| 5 listopada 2011 13:30 | Korona Kielce · Staňo 15' · Lisowski 45+3'                    | 2:2(2:0) | GKS Bełchatów · 74' Wróbel · 90+2' Mysiak        | Stadion Miejski, Kielce Widzów: 6,5 tys. Sędzia: Daniel Stefański (Bydgoszcz) |
|                        | kartki: · Vuković 17' · Lech 29' · Kiełb 18', 29' · Staňo 82' |          | kartki: · 30' Kosowski · 30' Sapela · 82' Buzała |                                                                               |

| 5 listopada 2011 15:45 | ŁKS Łódź | 0:4(0:1) | Ruch Chorzów · 7' Stawarczyk · 50' Grodzicki · 64' Piech · 66' Abbott | Stadion MOSiR w Łodzi, Łódź Widzów: 3442 Sędzia: Szymon Marciniak (Płock) |
|                        |          |          | kartki: · 90+2' Lewczuk                                               |                                                                           |

| 5 listopada 2011 18:00 | Lechia Gdańsk                              | 0:0(0:0) | Widzew Łódź           | PGE Arena Gdańsk, Gdańsk Widzów: 14 261 Sędzia: Hubert Siejewicz (Białystok) |
|                        | kartki: · Traoré 56' · Andriuškevičius 79' |          | kartki: · 90+3' Panka |                                                                              |

| 6 listopada 2011 14:30 | Zagłębie Lubin · Wołczek 77' (sam.) | 1:5(0:2) | Śląsk Wrocław · 2' Díaz · 20' Ćwielong · 64' Celeban · 84' Voskamp · 90+3' (sam.) Isailović | Stadion Zagłębia, Lubin Widzów: 10 329 Sędzia: Paweł Raczkowski (Warszawa) |
|                        | kartki: · Nhamoinesu 80'            |          |                                                                                             |                                                                            |

| 6 listopada 2011 17:00 | Cracovia · van der Biezen 37'                           | 1:0(1:0) | Wisła Kraków                                                               | Stadion Cracovii, Kraków Widzów: 14 055 Sędzia: Dawid Piasecki (Słupsk) |
|                        | kartki: · Szeliga 23' · van der Biezen 68' · Nykiel 82' |          | kartki: · 24' Wilk · 43' Chávez · 58' Díaz · 82' Jovanović · 90+2' Jaliens |                                                                         |

| 7 listopada 2011 18:30 | Jagiellonia Białystok                                              | 0:0(0:0) | Legia Warszawa                                                                   | Stadion Miejski, Białystok Widzów: 4907 Sędzia: Tomasz Garbowski (Kluczbork) |
|                        | kartki: · Hermes 12' · Porębski 19' · Bartczak 85' · Pawłowski 87' |          | kartki: · 15' Borysiuk · 24' Wawrzyniak · 38' Gol · 72' Ljuboja · 82' Komorowski |                                                                              |

### 14. kolejka (18 listopada – 21 listopada)
| 18 listopada 2011 18:00 | Zagłębie Lubin · Traoré 80'             | 1:0(0:0) | Polonia Warszawa                           | Stadion Zagłębia, Lubin Widzów: 3103 Sędzia: Paweł Pskit (Łódź) |
|                         | kartki: · Rakowski 58' · Gancarczyk 73' |          | kartki: · 66' Šultes · 85' Jež · 87' Bruno |                                                                 |

| 18 listopada 2011 20:30 | Jagiellonia Białystok                                                             | 0:2(0:0) | Śląsk Wrocław · 72' Fojut · 90+1' (sam.) Cionek | Stadion Miejski, Białystok Widzów: 4198 Sędzia: Dawid Piasecki (Słupsk) |
|                         | kartki: · Ćetković 58' · Ptak 67' · Bartczak 75' · Arłukowicz 84' · Pawłowski 90' |          | kartki: · 20' Mila · 61' Pawelec · 65' Elsner   |                                                                         |

| 19 listopada 2011 13:30 | GKS Bełchatów · Buzała 40' · Božok 66' · Baran 86' (k) | 3:0(1:0) | ŁKS Łódź | Stadion GKS-u, Bełchatów Widzów: 2155 Sędzia: Szymon Marciniak (Płock) |
|                         | kartki: · Modelski 10'                                 |          |          |                                                                        |

| 19 listopada 2011 15:45 | Ruch Chorzów · Nawotczyński 63' (sam.) · Abbott 84'    | 2:0(0:0) | Cracovia                                                                                     | Stadion Ruchu, Chorzów Widzów: 3,8 tys. Sędzia: Paweł Gil (Lublin) |
|                         | kartki: · Szyndrowski 19' · Piech 78' · Lisowski 90+6' |          | kartki: · 28' Bartczak · 55' Nawotczyński · 78' Puzigaća · 80' van der Biezen · 90+2' Dudzic |                                                                    |

| 19 listopada 2011 18:00 | Legia Warszawa · Vrdoljak 45' · Wolski 56' · Radović 84' | 3:0(1:0) | Lechia Gdańsk                             | Pepsi Arena, Warszawa Widzów: 19 846 Sędzia: Tomasz Musiał (Kraków) |
|                         |                                                          |          | kartki: · 45' Deleu · 73' Andriuškevičius |                                                                     |

| 20 listopada 2011 14:30 | Widzew Łódź                         | 0:0(0:0) | Korona Kielce                                                  | Stadion Widzewa, Łódź Widzów: 5,9 tys. Sędzia: Sebastian Jarzębak (Bytom) |
|                         | kartki: · Mroziński 49' · Abbès 76' |          | kartki: · 26' Lech · 76' Kuzera · 90+1' Kiercz · 90+3' Hernâni |                                                                           |

| 20 listopada 2011 17:00 | Wisła Kraków | 0:1(0:0) | Górnik Zabrze · 87' Jonczyk              | Stadion Miejski, Kraków Widzów: 15 830 Sędzia: Hubert Siejewicz (Białystok) |
|                         |              |          | kartki: · 45' Mączyński · 84' Przybylski |                                                                             |

| 21 listopada 2011 18:30 | Podbeskidzie Bielsko-Biała           | 0:0(0:0) | Lech Poznań                                      | Stadion Miejski, Bielsko-Biała Widzów: 4279 Sędzia: Marcin Borski (Warszawa) |
|                         | kartki: · Kohen 35' · Sokołowski 60' |          | kartki: · 52' Wilk · 54' Henríquez · 60' Krivets |                                                                              |

### 15. kolejka (25 listopada – 28 listopada)
| 25 listopada 2011 18:00 | Polonia Warszawa · Çani 72', 84' | 2:1(0:1) | Podbeskidzie Bielsko-Biała · 3' Sacha | Stadion Polonii, Warszawa Widzów: 3 tys. Sędzia: Hubert Siejewicz (Białystok) |
|                         | kartki: · Tosik 75' · Jež 90'    |          | kartki: · 90' Koman                   |                                                                               |

| 25 listopada 2011 20:30 | Śląsk Wrocław        | 0:1(0:0) | Wisła Kraków · 50' (k) Boguski              | Stadion Miejski, Wrocław Widzów: 40 917 Sędzia: Marcin Borski (Warszawa) |
|                         | kartki: · Sobota 49' |          | kartki: · 40' Wilk · 56' Jirsák · 75' Núñez |                                                                          |

| 26 listopada 2011 13:30 | ŁKS Łódź · Łukasiewicz 16'                                                            | 1:1(1:0) | Jagiellonia Białystok · 63' (k) Norambuena | Stadion MOSiR w Łodzi, Łódź Widzów: 2513 Sędzia: Piotr Wasielewski (Kalisz) |
|                         | kartki: · Saganowski 30' · Łabędzki 32' · Łukasiewicz 44' · Klepczarek 63' · Kłus 78' |          | kartki: · 45' Skerla · 78' Gigauri         |                                                                             |

| 26 listopada 2011 15:45 | Górnik Zabrze · Nakoulma 15', 74' · Reina 40' (sam.) · Zahorski 56' | 4:1(2:0) | Zagłębie Lubin · 57' Hanzel   | Stadion Górnika, Zabrze Widzów: 2298 Sędzia: Dawid Piasecki (Słupsk) |
|                         | kartki: · Pazdan 19' · Przybylski 24' · Bemben 66'                  |          | kartki: · 84', 90+3' Rymaniak |                                                                      |

| 26 listopada 2011 18:00 | Korona Kielce · Korzym 24'                         | 1:0(1:0) | Legia Warszawa                                        | Stadion Miejski, Kielce Widzów: 9168 Sędzia: Paweł Gil (Lublin) |
|                         | kartki: · Staňo 19' · Lisowski 30' · Malarczyk 47' |          | kartki: · 15' Kucharczyk · 20' Radović · 82' Borysiuk |                                                                 |

| 27 listopada 2011 14:30 | Cracovia · Żytko 5' · Boljević 90+4'         | 2:1(1:0) | GKS Bełchatów · 61' (sam.) Kosanović | Stadion Cracovii, Kraków Widzów: 5296 Sędzia: Robert Małek (Zabrze) |
|                         | kartki: · Radomski 26' · Boljević 59', 90+4' |          | kartki: · 56' Szmatiuk · 84' Wróbel  |                                                                     |

| 27 listopada 2011 17:00 | Lech Poznań | 0:1(0:0) | Widzew Łódź · 57' Pinheiro | Stadion Miejski, Poznań Widzów: 11 248 Sędzia: Paweł Raczkowski (Warszawa) |
|                         |             |          |                            |                                                                            |

| 28 listopada 2011 18:30 | Lechia Gdańsk · Stawarczyk 12' (sam.)   | 1:0(1:0) | Ruch Chorzów                                        | PGE Arena Gdańsk, Gdańsk Widzów: 12 349 Sędzia: Szymon Marciniak (Płock) |
|                         | kartki: · Wiśniewski 45+2' · Traoré 66' |          | kartki: · 38' Lewczuk · 50' Burliga · 74' Grodzicki |                                                                          |

### 16. kolejka (2 grudnia – 5 grudnia)
| 2 grudnia 2011 18:00 | GKS Bełchatów · Wróbel 13' | 1:1(1:0) | Ruch Chorzów · 58' Jankowski                        | Stadion GKS-u, Bełchatów Widzów: 1877 Sędzia: Marcin Szrek (Kielce) |
|                      |                            |          | kartki: · 31' Burliga · 32' Đokić · 31', 62' Straka |                                                                     |

| 2 grudnia 2011 20:30 | Lechia Gdańsk · Traoré 37'                  | 1:3(1:3) | Polonia Warszawa · 9', 14', 43' Çani | PGE Arena Gdańsk, Gdańsk Widzów: 11 342 Sędzia: Tomasz Musiał (Kraków) |
|                      | kartki: · Wiśniewski 45' · Dawidowski 90+2' |          | kartki: · 39' Bruno                  |                                                                        |

| 3 grudnia 2011 13:30 | Korona Kielce                       | 0:0(0:0) | Cracovia                                                                | Stadion Miejski, Kielce Widzów: 6504 Sędzia: Paweł Raczkowski (Warszawa) |
|                      | kartki: · Malarczyk 73' · Staňo 82' |          | kartki: · 32' Radomski · 46' Višņakovs · 52' Kosanović · 87' Niedzielan |                                                                          |

| 3 grudnia 2011 15:45 | Jagiellonia Białystok                              | 0:2(0:1) | Podbeskidzie Bielsko-Biała · 34' Ziajka · 56' Sacha | Stadion Miejski, Białystok Widzów: 3724 Sędzia: Paweł Gil (Lublin) |
|                      | kartki: · Arłukowicz 40' · Kupisz 64' · Cionek 90' |          |                                                     |                                                                    |

| 3 grudnia 2011 18:00 | Lech Poznań · Krivets 13' · Tonev 30' · Rudņevs 33' · Możdżeń 42' | 4:0(4:0) | ŁKS Łódź           | Stadion Miejski, Poznań Widzów: 8 tys. Sędzia: Marcin Borski (Warszawa) |
|                      |                                                                   |          | kartki: · 42' Kłus |                                                                         |

| 4 grudnia 2011 14:30 | Górnik Zabrze           | 0:2(0:1) | Śląsk Wrocław · 37' Celeban · 85' Sobota | Stadion Górnika, Zabrze Widzów: 3 tys. Sędzia: Hubert Siejewicz (Białystok) |
|                      | kartki: · Marciniak 46' |          | kartki: · 28' Sztylka · 59' Ćwielong     |                                                                             |

| 4 grudnia 2011 17:00 | Wisła Kraków · Genkov 33'                                     | 1:0(1:0) | Widzew Łódź                                        | Stadion Miejski, Kraków Widzów: 14 830 Sędzia: Dawid Piasecki (Słupsk) |
|                      | kartki: · Díaz 20' · Genkov 56' · Małecki 89' · Pareiko 90+3' |          | kartki: · 85' Panka · 90' Bartkowski · 90+3' Abbès |                                                                        |

| 5 grudnia 2011 18:30 | Zagłębie Lubin                                                                         | 0:4(0:2) | Legia Warszawa · 23' Rybus · 38' Vrdoljak · 86' Ljuboja · 90' Borysiuk | Stadion Zagłębia, Lubin Widzów: 3827 Sędzia: Tomasz Garbowski (Kluczbork) |
|                      | kartki: · Kowalczyk 18' · Šernas 30' · Rymaniak 54' · Pawłowski 56' · Gancarczyk 90+2' |          | kartki: · 16' Vrdoljak · 73' Rzeźniczak                                |                                                                           |

### 17. kolejka (9 grudnia – 12 grudnia)
| 9 grudnia 2011 18:00 | Podbeskidzie Bielsko-Biała · Ziajka 58' | 1:0(0:0) | GKS Bełchatów | Stadion Miejski, Bielsko-Biała Widzów: 3,1 tys. Sędzia: Daniel Stefański (Bydgoszcz) |
|                      | kartki: · Šourek 71'                    |          |               |                                                                                      |

| 9 grudnia 2011 20:30 | Wisła Kraków                                              | 0:1(0:0) | Polonia Warszawa · 82' Šultes                                          | Stadion Miejski, Kraków Widzów: 13 020 Sędzia: Paweł Gil (Lublin) |
|                      | kartki: · Wilk 42' · Díaz 57' · Jirsák 89' · Bunoza 90+5' |          | kartki: · 23', 90+4' Sadlok · 33' Çani · 52' Brzyski · 90+5' Jodłowiec |                                                                   |

| 10 grudnia 2011 13:30 | Ruch Chorzów · Zieńczuk 22', 25', 35' (k) · Abbott 90+4'                                | 4:1(3:1) | Korona Kielce · 45' (k) Vuković                                        | Stadion Ruchu, Chorzów Widzów: 4 tys. Sędzia: Marcin Borski (Warszawa) |
|                       | kartki: · Zieńczuk 43' · Straka 65' · Peškovič 67' · Szyndrowski 69' · Malinowski 90+3' |          | kartki: · 34' Kuzera · 40' Kijanskas · 52' Hernâni · 60', 90' Lisowski |                                                                        |

| 10 grudnia 2011 15:45 | Widzew Łódź · Budka 9' · Oziębała 28' | 2:0(2:0) | Górnik Zabrze                          | Stadion Widzewa, Łódź Widzów: 5,5 tys. Sędzia: Tomasz Musiał (Kraków) |
|                       |                                       |          | kartki: · 13' Szymura · 65' Przybylski |                                                                       |

| 10 grudnia 2011 18:00 | Legia Warszawa | 0:0(0:0) | Cracovia                                                | Pepsi Arena, Warszawa Widzów: 19 341 Sędzia: Hubert Siejewicz (Białystok) |
|                       |                |          | kartki: · 40' Boljević · 44', 62' Struna · 61' Puzigaća |                                                                           |

| 11 grudnia 2011 14:30 | ŁKS Łódź · Łukasiewicz 10'                                | 1:2(1:0) | Śląsk Wrocław · 78' Kaźmierczak · 88' Wasiluk | Stadion MOSiR w Łodzi, Łódź Widzów: 2575 Sędzia: Dawid Piasecki (Słupsk) |
|                       | kartki: · Romańczuk 15' · Kašćelan 52' · Szałachowski 66' |          | kartki: · 34' Sobota · 54' Pietrasiak         |                                                                          |

| 11 grudnia 2011 17:00 | Lechia Gdańsk                              | 0:1(0:0) | Jagiellonia Białystok · 85' Rasiak                  | PGE Arena Gdańsk, Gdańsk Widzów: 12 754 Sędzia: Robert Małek (Zabrze) |
|                       | kartki: · Traoré 17' · Andriuškevičius 85' |          | kartki: · 16' Norambuena · 71' Kukoľ · 82' Seratlić |                                                                       |

| 12 grudnia 2011 18:30 | Lech Poznań · Rudņevs 21', 53', 80' | 3:2(1:0) | Zagłębie Lubin · 52' (k) Šernas · 82' Famulski | Stadion Miejski, Poznań Widzów: 9150 Sędzia: Szymon Marciniak (Płock) |
|                       | kartki: · Burić 54'                 |          | kartki: · 90+6' Hanek                          |                                                                       |

## Runda wiosenna (17 lutego – 6 maja)

### 18. kolejka (17 lutego – 20 lutego)
| 17 lutego 2012 18:00 | ŁKS Łódź                            | 0:2(0:1) | Polonia Warszawa · 15' Jež · 70' Çani | Stadion MOSiR w Łodzi, Łódź Widzów: 2568 Sędzia: Daniel Stefański (Bydgoszcz) |
|                      | kartki: · Laizāns 56' · Adamski 83' |          | kartki: · 30' Todorovski              |                                                                               |

| 17 lutego 2012 20:30 | Lech Poznań                           | 0:1(0:0) | GKS Bełchatów · 89' Nowak       | Stadion Miejski, Poznań Widzów: 10 798 Sędzia: Hubert Siejewicz (Białystok) |
|                      | kartki: · Wołąkiewicz 11' · Injac 16' |          | kartki: · 64' Baran · 86' Popek |                                                                             |

| 18 lutego 2012 13:30 | Widzew Łódź                      | 0:1(0:0) | Podbeskidzie Bielsko-Biała · 67' Patejuk           | Stadion Widzewa, Łódź Widzów: 5,1 tys. Sędzia: Szymon Marciniak (Płock) |
|                      | kartki: · Abbès 3' · Mielcarz 7' |          | kartki: · 7' Patejuk · 78' Sokołowski · 90' Ziajka |                                                                         |

| 18 lutego 2012 15:45 | Cracovia · van der Biezen 88'                                                                     | 1:1(0:0) | Lechia Gdańsk · 48' Wiśniewski                                     | Stadion Cracovii, Kraków Widzów: 7542 Sędzia: Paweł Pskit (Łódź) |
|                      | kartki: · Radomski 27' · Nawotczyński 45+3' · Kaczmarek 45+3' · Ntibazonkiza 66' · Bartczak 90+3' |          | kartki: · 35' Janicki · 45+3' Traoré · 45+3' Bajić · 56' Pawłowski |                                                                  |

| 18 lutego 2012 18:00 | Śląsk Wrocław · Cetnarski 30'                       | 1:1(1:0) | Ruch Chorzów · 77' Piech                          | Stadion Miejski, Wrocław Widzów: 14 618 Sędzia: Paweł Gil (Lublin) |
|                      | kartki: · Fojut 14' · Kaźmierczak 72' · Celeban 80' |          | kartki: · 14' Piech · 70' Grodzicki · 86' Burliga |                                                                    |

| 19 lutego 2012 14:30 | Zagłębie Lubin · Banaś 17' · Abwo 80' | 2:2(1:1) | Wisła Kraków · 30' Iliev · 56' Kirm | Stadion Zagłębia, Lubin Widzów: 7019 Sędzia: Robert Małek (Zabrze) |
|                      | kartki: · Hodúr 46' · Ptak 70'        |          |                                     |                                                                    |

| 19 lutego 2012 17:00 | Górnik Zabrze · Nakoulma 24' · Magiera 76' | 2:0(1:0) | Legia Warszawa           | Stadion Górnika, Zabrze Widzów: 3 tys. Sędzia: Tomasz Musiał (Kraków) |
|                      | kartki: · Jonczyk 80' · Magiera 86'        |          | kartki: · 17' Rzeźniczak |                                                                       |

| 20 lutego 2012 18:30 | Korona Kielce · Jamróz 30', 41'        | 2:0(2:0) | Jagiellonia Białystok                                                          | Stadion Miejski, Kielce Widzów: 4607 Sędzia: Marcin Borski (Warszawa) |
|                      | kartki: · Jovanović 55' · Golański 63' |          | kartki: · 23' Rasiak · 30' Frankowski · 40' Kupisz · 52' Tymiński · 55' Cionek |                                                                       |

### 19. kolejka (24 lutego – 27 lutego)
| 24 lutego 2012 18:00 | ŁKS Łódź                               | 0:0(0:0) | Lechia Gdańsk                                                                           | Stadion MOSiR w Łodzi, Łódź Widzów: 2720 Sędzia: Sebastian Jarzębak (Bytom) |
|                      | kartki: · Gieraga 45' · Klepczarek 48' |          | kartki: · 6', 38' Andriuškevičius · 35' Wiśniewski · 61' Surma · 68' Bajić · 74' Traoré |                                                                             |

| 24 lutego 2012 20:30 | Ruch Chorzów · Wołąkiewicz 14' (sam.) · Zieńczuk 40' · Jankowski 51' | 3:0(1:0) | Lech Poznań                                                            | Stadion Ruchu, Chorzów Widzów: 6928 Sędzia: Daniel Stefański (Bydgoszcz) |
|                      | kartki: · Abbott 72' · Straka 90+4'                                  |          | kartki: · 58' Henríquez · 66' Arboleda · 84' Wołąkiewicz · 90+4' Injac |                                                                          |

| 25 lutego 2012 13:30 | Podbeskidzie Bielsko-Biała · Ziajka 32' | 1:0(1:0) | Zagłębie Lubin                     | Stadion Miejski, Bielsko-Biała Widzów: 3095 Sędzia: Tomasz Garbowski (Kluczbork) |
|                      | kartki: · Mierzejewski 35' · Król 43'   |          | kartki: · 56' Banaś · 86' Rymaniak |                                                                                  |

| 25 lutego 2012 15:45 | Cracovia                                           | 0:0(0:0) | Jagiellonia Białystok                                                   | Stadion Cracovii, Kraków Widzów: 7512 Sędzia: Paweł Raczkowski (Warszawa) |
|                      | kartki: · Żytko 44' · Suart 45' · Nawotczyński 59' |          | kartki: · 58' Nowotka · 71' Pejović · 76' Dzalamidze · 90+2' Norambuena |                                                                           |

| 25 lutego 2012 18:00 | Polonia Warszawa · Dvalishvili 90+6'                 | 1:2(0:2) | Widzew Łódź · 16' Ben Dhifallah · 33' (sam.) Brzyski | Stadion Polonii, Warszawa Widzów: 4,5 tys. Sędzia: Dawid Piasecki (Słupsk) |
|                      | kartki: · Todorovski 14' · Jodłowiec 40' · Bruno 65' |          | kartki: · 11' Ukah · 90' Dudu · 90+5' Pinheiro       |                                                                            |

| 26 lutego 2012 14:30 | Śląsk Wrocław                                                 | 0:4(0:3) | Legia Warszawa · 1', 13' Gol · 35' Ljuboja · 68' Astiz | Stadion Miejski, Wrocław Widzów: 32 196 Sędzia: Hubert Siejewicz (Białystok) |
|                      | kartki: · Pietrasiak 34' · Elsner 49' · Sobota 55' · Mráz 76' |          | kartki: · 69' Wolski · 80' Astiz · 89' Żyro            |                                                                              |

| 26 lutego 2012 17:00 | Wisła Kraków                                           | 0:1(0:0) | Korona Kielce · 59' Sobolewski      | Stadion Miejski, Kraków Widzów: 13 550 Sędzia: Szymon Marciniak (Płock) |
|                      | kartki: · Wilk 29' · Czekaj 45+2', 49' · Jovanović 58' |          | kartki: · 31' Korzym · 72' Lisowski |                                                                         |

| 27 lutego 2012 18:30 | GKS Bełchatów · Nowak 59' | 1:1(0:0) | Górnik Zabrze · 75' Pazdan | Stadion GKS-u, Bełchatów Widzów: 2,1 tys. Sędzia: Marcin Borski (Warszawa) |
|                      | kartki: · Popek 30', 44'  |          | kartki: · 66' Pazdan       |                                                                            |

### 20. kolejka (2 marca – 5 marca)
| 2 marca 2012 18:00 | Korona Kielce · Korzym 14' · Kiełb 20'                                                 | 2:0(2:0) | Podbeskidzie Bielsko-Biała                             | Stadion Miejski, Kielce Widzów: 6372 Sędzia: Paweł Raczkowski (Warszawa) |
|                    | kartki: · Kijanskas 28' · Kiełb 36' · Korzym 50' · Staňo 62' · Łuczak 85' · Lech 90+3' |          | kartki: · 68' Rogalski · 81' Sokołowski · 90+3' Dančík |                                                                          |

| 2 marca 2012 20:30 | Cracovia                                                 | 0:2(0:0) | Zagłębie Lubin · 50' Lira · 90+4' Sloboda | Stadion Cracovii, Kraków Widzów: 8234 Sędzia: Hubert Siejewicz (Białystok) |
|                    | kartki: · Szałachowski 69' · Kosanović 84' · Suart 90+2' |          | kartki: · 37' Vidanov · 56' Nhamoinesu    |                                                                            |

| 3 marca 2012 13:30 | GKS Bełchatów · Kosowski 47' · Mak 59' | 2:1(0:0) | Polonia Warszawa · 66' Bruno   | Stadion GKS-u, Bełchatów Widzów: 2050 Sędzia: Tomasz Musiał (Kraków) |
|                    | kartki: · Baran 36' · Sapela 90'       |          | kartki: · 84' Çani · 88' Bruno |                                                                      |

| 3 marca 2012 15:45 | Legia Warszawa · Wolski 24' · Kucharczyk 73' | 2:0(1:0) | ŁKS Łódź                 | Pepsi Arena, Warszawa Widzów: 20 424 Sędzia: Daniel Stefański (Bydgoszcz) |
|                    | kartki: · Ljuboja 23' · Jędrzejczyk 82'      |          | kartki: · 23' Klepczarek |                                                                           |

| 3 marca 2012 18:00 | Lechia Gdańsk                   | 0:2(0:2) | Wisła Kraków · 8' Jaliens · 40' (k) Biton                 | PGE Arena Gdańsk, Gdańsk Widzów: 19 704 Sędzia: Marcin Borski (Warszawa) |
|                    | kartki: · Vučko 33' · Deleu 38' |          | kartki: · 36' Bunoza · 42' Díaz · 66' Jaliens · 75' Iliev |                                                                          |

| 4 marca 2012 14:30 | Widzew Łódź · Okachi 42' · Oziębała 90+5' | 2:2(1:1) | Śląsk Wrocław · 20' Wasiluk · 78' Madej | Stadion Widzewa, Łódź Widzów: 7050 Sędzia: Robert Małek (Zabrze) |
|                    | kartki: · Dudu 50'                        |          | kartki: · 6' Kaźmierczak · 21' Mila     |                                                                  |

| 4 marca 2012 17:00 | Jagiellonia Białystok                                | 0:1(0:0) | Ruch Chorzów · 62' Piech           | Stadion Miejski, Białystok Widzów: 4026 Sędzia: Dawid Piasecki (Słupsk) |
|                    | kartki: · Nowotka 72' · Pawłowski 76' · Tymiński 78' |          | kartki: · 55' Zieńczuk · 63' Đokić |                                                                         |

| 28 marca 2012 18:30 | Lech Poznań · Murawski 71'         | 1:0(0:0) | Górnik Zabrze                       | Stadion Miejski, Poznań Widzów: 10 910 Sędzia: Paweł Pskit (Łódź) |
|                     | kartki: · Tonev 75' · Drewniak 84' |          | kartki: · 2' Przybylski · 45' Danch |                                                                   |

### 21. kolejka (9 marca – 12 marca)
| 9 marca 2012 18:30 | ŁKS Łódź · Saganowski 28' (k) · Gieraga 32' | 2:2(2:0) | Cracovia · 60' Boljević · 84' Suart                               | Stadion MOSiR w Łodzi, Łódź Widzów: 3250 Sędzia: Paweł Gil (Lublin) |
|                    | kartki: · Klepczarek 16', 50' · Gieraga 59' |          | kartki: · 26' Hošek · 40' Ntibazonkiza · 55' Bartczak · 84' Suart |                                                                     |

| 9 marca 2012 18:30 | Wisła Kraków | 0:0(0:0) | Lech Poznań                                             | Stadion Miejski, Kraków Widzów: 21 046 Sędzia: Robert Małek (Zabrze) |
|                    |              |          | kartki: · 18', 64' Możdżeń · 82' Arboleda · 90' Rudņevs |                                                                      |

| 10 marca 2012 13:30 | Górnik Zabrze · Shevelyukhin 46' · Nakoulma 77' | 2:2(0:2) | Lechia Gdańsk · 8' Surma · 44' Traoré | Stadion Górnika, Zabrze Widzów: 3 tys. Sędzia: Paweł Raczkowski (Warszawa) |
|                     | kartki: · Marciniak 65'                         |          |                                       |                                                                            |

| 10 marca 2012 15:45 | Podbeskidzie Bielsko-Biała                                               | 0:1(0:1) | Legia Warszawa · 45' Wolski                                                                                  | Stadion Miejski, Bielsko-Biała Widzów: 4279 Sędzia: Paweł Pskit (Łódź) |
|                     | kartki: · Elmalich 21' · Mierzejewski 34' · Rogalski 90+2' · Ćurić 90+5' |          | kartki: · 27' Jędrzejczyk · 30' Vrdoljak · 60' Wolski · 84' Novo · 90+2' Żyro · 90+5' Astiz · 90+5' Żewłakow |                                                                        |

| 10 marca 2012 18:00 | Zagłębie Lubin · Hanzel 55' | 1:1(0:1) | Ruch Chorzów · 36' Zieńczuk | Stadion Zagłębia, Lubin Widzów: 7262 Sędzia: Szymon Marciniak (Płock) |
|                     | kartki: · Pawłowski 69'     |          |                             |                                                                       |

| 11 marca 2012 14:30 | Widzew Łódź · Abbès 41' | 1:0(1:0) | GKS Bełchatów                   | Stadion Widzewa, Łódź Widzów: 7 tys. Sędzia: Tomasz Garbowski (Kluczbork) |
|                     |                         |          | kartki: · 15' Lacić · 49' Baran |                                                                           |

| 11 marca 2012 17:00 | Śląsk Wrocław · Madej 6' | 1:2(1:1) | Korona Kielce · 20' Kijanskas · 76' Malarczyk | Stadion Miejski, Wrocław Widzów: 17 tys. Sędzia: Tomasz Musiał (Kraków) |
|                     | kartki: · Pawelec 53'    |          | kartki: · 49' Golański                        |                                                                         |

| 12 marca 2012 18:30 | Polonia Warszawa · Çani 36' · Wszołek 74' · Brzyski 83' · Teodorczyk 90+3' | 4:1(1:0) | Jagiellonia Białystok · 59' Makuszewski | Stadion Polonii, Warszawa Widzów: 4 tys. Sędzia: Sebastian Jarzębak (Bytom) |
|                     | kartki: · Baszczyński 22' · Bruno 32' · Sadlok 50'                         |          | kartki: · 48' Seratlić                  |                                                                             |

### 22. kolejka (16 marca – 19 marca)
| 16 marca 2012 18:00 | Zagłębie Lubin · Nhamoinesu 90+4' | 1:0(0:0) | Widzew Łódź                            | Stadion Zagłębia, Lubin Widzów: 6729 Sędzia: Sebastian Jarzębak (Bytom) |
|                     |                                   |          | kartki: · 84' Pinheiro · 90' Kaczmarek |                                                                         |

| 16 marca 2012 20:30 | Legia Warszawa           | 0:0(0:0) | Polonia Warszawa                                         | Pepsi Arena, Warszawa Widzów: 29 017 Sędzia: Szymon Marciniak (Płock) |
|                     | kartki: · Kucharczyk 45' |          | kartki: · 61', 77' Kokoszka · 72' Jodłowiec · 89' Šultes |                                                                       |

| 17 marca 2012 13:30 | Górnik Zabrze         | 0:0(0:0) | ŁKS Łódź                                | Stadion Górnika, Zabrze Widzów: 3 tys. Sędzia: Tomasz Garbowski (Kluczbork) |
|                     | kartki: · Magiera 72' |          | kartki: · 29' Gërçaliu · 70' Gancarczyk |                                                                             |

| 17 marca 2012 15:45 | GKS Bełchatów · Buzała 30' · Wróbel 48'                                      | 2:2(1:0) | Wisła Kraków · 62' Genkov · 90+2' Biton                  | Stadion GKS-u, Bełchatów Widzów: 2,5 tys. Sędzia: Dawid Piasecki (Słupsk) |
|                     | kartki: · Wacławczyk 28' · Lacić 29' · Božok 32' · Szmatiuk 44' · Buzała 85' |          | kartki: · 34' Núñez · 36' Paljić · 70' Jirsák · 76' Kirm |                                                                           |

| 17 marca 2012 18:00 | Jagiellonia Białystok · Frankowski 30' · Rasiak 90'                       | 2:0(1:0) | Lech Poznań             | Stadion Miejski, Białystok Widzów: 3675 Sędzia: Paweł Raczkowski (Warszawa) |
|                     | kartki: · Norambuena 35' · Porębski 58' · Dzalamidze 73' · Bandrowski 88' |          | kartki: · 40' Henríquez |                                                                             |

| 18 marca 2012 14:30 | Śląsk Wrocław · Díaz 4' (k) · Mila 22', 45' | 3:0(3:0) | Cracovia                            | Stadion Miejski, Wrocław Widzów: 14 758 Sędzia: Robert Małek (Zabrze) |
|                     | kartki: · Pietrasiak 39' · Dudek 73'        |          | kartki: · 4' Kaczmarek · 51' Nykiel |                                                                       |

| 18 marca 2012 17:00 | Ruch Chorzów · Piech 19' · Janoszka 25' | 2:2(2:0) | Podbeskidzie Bielsko-Biała · 70' (sam.) Grodzicki · 82' Šourek | Stadion Ruchu, Chorzów Widzów: 7 tys. Sędzia: Tomasz Musiał (Kraków) |
|                     | kartki: · Đokić 50'                     |          | kartki: · 84' Ziajka                                           |                                                                      |

| 19 marca 2012 18:30 | Lechia Gdańsk             | 0:0(0:0) | Korona Kielce                                        | PGE Arena Gdańsk, Gdańsk Widzów: 10 565 Sędzia: Adam Lyczmański (Bydgoszcz) |
|                     | kartki: · Hajrapetjan 45' |          | kartki: · 17' Kuzera · 40' Golański · 87' Sobolewski |                                                                             |

### 23. kolejka (23 marca – 26 marca)
| 23 marca 2012 18:00 | Jagiellonia Białystok · Frankowski 22' (k), 65' (k) · Cionek 41' · Makuszewski 72' | 4:1(2:1) | Widzew Łódź · 28' Ben Dhifallah                                              | Stadion Miejski, Białystok Widzów: 4217 Sędzia: Paweł Gil (Lublin) |
|                     | kartki: · Cionek 49' · Porębski 62' · Pawłowski 90'                                |          | kartki: · 20' Abbès · 56' Broź · 58', 64' Dudu · 66' Mielcarz · 80' Oziębała |                                                                    |

| 23 marca 2012 20:30 | Cracovia · van der Biezen 74'             | 1:3(0:2) | Górnik Zabrze · 33' Kwiek · 43', 59' Zieliński | Stadion Cracovii, Kraków Widzów: 7839 Sędzia: Paweł Pskit (Łódź) |
|                     | kartki: · Radomski 40' · Nawotczyński 45' |          | kartki: · 45' Bemben · 90' Magiera             |                                                                  |

| 24 marca 2012 13:30 | ŁKS Łódź · Gërçaliu 82' (k) | 1:2(0:0) | Zagłębie Lubin · 79' Bílek · 90+2' (k) Pawłowski | Stadion MOSiR w Łodzi, Łódź Widzów: 3202 Sędzia: Marcin Borski (Warszawa) |
|                     | kartki: · Gieraga 90+1'     |          | kartki: · 87', 88' Rymaniak · 90+5' Ptak         |                                                                           |

| 24 marca 2012 15:45 | Lechia Gdańsk · Kosecki 18', 38'                                  | 2:3(2:2) | Podbeskidzie Bielsko-Biała · 9', 67' Demjan · 40' (k) Patejuk           | PGE Arena Gdańsk, Gdańsk Widzów: 10 525 Sędzia: Hubert Siejewicz (Białystok) |
|                     | kartki: · Bąk 39' · Deleu 40' · Surma 52' · Wilk 72' · Traoré 83' |          | kartki: · 2' Łatka · 50' Šourek · 70' Náther · 90+2' Dančík · 90+4' Bąk |                                                                              |

| 24 marca 2012 18:00 | Legia Warszawa · Wolski 36' | 1:1(1:0) | GKS Bełchatów · 57' Żewłakow | Pepsi Arena, Warszawa Widzów: 16 237 Sędzia: Tomasz Musiał (Kraków) |
|                     |                             |          | kartki: · 89' Zbozień        |                                                                     |

| 25 marca 2012 14:30 | Lech Poznań · Celeban 51' (sam.) · Rudņevs 90+5' (k) | 2:0(0:0) | Śląsk Wrocław                                                | Stadion Miejski, Poznań Widzów: 16 880 Sędzia: Dawid Piasecki (Słupsk) |
|                     | kartki: · Injac 12'                                  |          | kartki: · 24' Madej · 42' Elsner · 79' Socha · 90+4' Celeban |                                                                        |

| 25 marca 2012 17:00 | Ruch Chorzów · Grodzicki 54' (k) | 1:0(0:0) | Wisła Kraków                                                                    | Stadion Ruchu, Chorzów Widzów: 8,9 tys. Sędzia: Szymon Marciniak (Płock) |
|                     |                                  |          | kartki: · 28' Chávez · 50' Núñez · 63' Bunoza · 63' Jovanović · 74', 90+3' Díaz |                                                                          |

| 26 marca 2012 18:30 | Korona Kielce · Golański 48' · Korzym 54' · Lenartowski 59' | 3:0(0:0) | Polonia Warszawa                                                        | Stadion Miejski, Kielce Widzów: 8012 Sędzia: Daniel Stefański (Bydgoszcz) |
|                     | kartki: · Kuzera 9' · Sobolewski 12' · Golański 55'         |          | kartki: · 19' 80' Sadlok · 23' Wszołek · 44' Čotra · 62' Jež · 78' Çani |                                                                           |

### 24. kolejka (30 marca – 2 kwietnia)
| 30 marca 2012 18:00 | GKS Bełchatów · Żewłakow 61'      | 1:3(0:1) | Lechia Gdańsk · 41' Traoré · 48' Madera · 75' Grzelczak | Stadion GKS-u, Bełchatów Widzów: 1750 Sędzia: Paweł Gil (Lublin) |
|                     | kartki: · Wilusz 66' · Wróbel 83' |          | kartki: · 44' Janicki                                   |                                                                  |

| 30 marca 2012 20:30 | Wisła Kraków                                 | 0:0(0:0) | Legia Warszawa                                                                           | Stadion Miejski, Kraków Widzów: 24 010 Sędzia: Daniel Stefański (Bydgoszcz) |
|                     | kartki: · Małecki 39' · Núñez 48' · Wilk 90' |          | kartki: · 10', 50' Gol · 38', 80' Jędrzejczyk · 44' Choto · 73' Rzeźniczak · 80' Radović |                                                                             |

| 31 marca 2012 13:30 | Widzew Łódź · Rybicki 88' | 1:2(0:1) | Ruch Chorzów · 6' Jankowski · 55' Piech               | Stadion Widzewa, Łódź Widzów: 5 tys. Sędzia: Tomasz Garbowski (Kluczbork) |
|                     | kartki: · Kaczmarek 62'   |          | kartki: · 10' Đokić · 57' Stawarczyk · 90+3' Janoszka |                                                                           |

| 31 marca 2012 15:45 | Podbeskidzie Bielsko-Biała | 0:1(0:1) | ŁKS Łódź · 43' Łobodziński | Stadion Miejski, Bielsko-Biała Widzów: 2655 Sędzia: Paweł Raczkowski (Warszawa) |
|                     | kartki: · Sikora 89'       |          |                            |                                                                                 |

| 31 marca 2012 18:00 | Lech Poznań · Możdżeń 14' · Ubiparip 37' · Rudņevs 62' | 3:1(2:1) | Cracovia · 28' (k) Grzelak             | Stadion Miejski, Poznań Widzów: 12 305 Sędzia: Sebastian Jarzębak (Bytom) |
|                     | kartki: · Rudņevs 30'                                  |          | kartki: · 35' Bartczak · 45' Kosanović |                                                                           |

| 1 kwietnia 2012 14:30 | Górnik Zabrze · Milik 34' (k), 38'                               | 2:0(2:0) | Korona Kielce                                          | Stadion Górnika, Zabrze Widzów: 3 tys. Sędzia: Marcin Borski (Warszawa) |
|                       | kartki: · Pazdan 36' · Bemben 42' · Milik 48' · Shevelyukhin 60' |          | kartki: · 33' Małkowski · 59' Korzym · 59' Gołębiewski |                                                                         |

| 1 kwietnia 2012 17:00 | Polonia Warszawa · Dvalishvili 38' · Trałka 55' · Teodorczyk 69' | 3:0(1:0) | Śląsk Wrocław | Stadion Polonii, Warszawa Widzów: 4,5 tys. Sędzia: Hubert Siejewicz (Białystok) |
|                       | kartki: · Čotra 45+3'                                            |          |               |                                                                                 |

| 2 kwietnia 2012 18:30 | Zagłębie Lubin · Pawłowski 9', 54' | 2:1(1:0) | Jagiellonia Białystok · 73' Porębski                        | Stadion Zagłębia, Lubin Widzów: 6127 Sędzia: Robert Małek (Zabrze) |
|                       | kartki: · Hanzel 66'               |          | kartki: · 43' Bandrowski · 84' Makuszewski · 90+2' Porębski |                                                                    |

### 25. kolejka (4 kwietnia – 9 kwietnia)
| 4 kwietnia 2012 18:45 | Cracovia · Budziński 8' · Kosanović 54' · Ntibazonkiza 76' (k) | 3:1(1:1) | Podbeskidzie Bielsko-Biała · 17' Sokołowski                                    | Stadion Cracovii, Kraków Widzów: 6720 Sędzia: Szymon Marciniak (Płock) |
|                       | kartki: · van der Biezen 66' · Radomski 84'                    |          | kartki: · 30' Łatka · 40' Patejuk · 44' Mierzejewski · 75' Šourek · 80' Demjan |                                                                        |

| 5 kwietnia 2012 18:45 | Górnik Zabrze · Danch 73' | 1:0(0:0) | Polonia Warszawa | Stadion Górnika, Zabrze Widzów: 3 tys. Sędzia: Tomasz Musiał (Kraków) |
|                       |                           |          |                  |                                                                       |

| 7 kwietnia 2012 13:30 | Legia Warszawa · Kucharczyk 57' · Ljuboja 83' | 2:0(0:0) | Ruch Chorzów                                | Pepsi Arena, Warszawa Widzów: 19 552 Sędzia: Hubert Siejewicz (Białystok) |
|                       | kartki: · Wolski 44' · Kiełbowicz 72'         |          | kartki: · 42' Straka · 70', 90' Szyndrowski |                                                                           |

| 7 kwietnia 2012 15:45 | Śląsk Wrocław · Díaz 84' (k) | 1:0(0:0) | GKS Bełchatów                      | Stadion Oporowska, Wrocław Widzów: 7,5 tys. Sędzia: Adam Lyczmański (Bydgoszcz) |
|                       | kartki: · Díaz 85'           |          | kartki: · 28' Kosowski · 83' Popek |                                                                                 |

| 7 kwietnia 2012 18:00 | Jagiellonia Białystok · Makuszewski 19' | 1:0(1:0) | Wisła Kraków                                                                     | Stadion Miejski, Białystok Widzów: 4520 Sędzia: Dawid Piasecki (Słupsk) |
|                       | kartki: · Norambuena 75' · Kupisz 90+4' |          | kartki: · 23' Pareiko · 23' Wilk · 32' Díaz · 44' Biton · 72' Genkov · 75' Lamey |                                                                         |

| 9 kwietnia 2012 13:45 | ŁKS Łódź · Saganowski 52' | 1:1(0:0) | Widzew Łódź · 50' Kaczmarek                     | Stadion MOSiR w Łodzi, Łódź Widzów: 3,9 tys. Sędzia: Robert Małek (Zabrze) |
|                       | kartki: · Łukasiewicz 60' |          | kartki: · 61' Kaczmarek · 87' Okachi · 89' Ukah |                                                                            |

| 9 kwietnia 2012 16:00 | Lechia Gdańsk                     | 0:1(0:1) | Zagłębie Lubin · 12' Małkowski | PGE Arena Gdańsk, Gdańsk Widzów: 14 985 Sędzia: Daniel Stefański (Bydgoszcz) |
|                       | kartki: · Madera 39' · Traoré 69' |          | kartki: · 39' Vidanov          |                                                                              |

| 9 kwietnia 2012 18:30 | Korona Kielce · Gołębiewski 4' · Kuzera 45' | 2:2(2:0) | Lech Poznań · 55' Tonev · 90+2' Henríquez | Stadion Miejski, Kielce Widzów: 8863 Sędzia: Paweł Raczkowski (Warszawa) |
|                       | kartki: · Golański 13' · Lech 85'           |          | kartki: · 47' Możdżeń · 56' Ślusarski     |                                                                          |

### 26. kolejka (13 kwietnia – 16 kwietnia)
| 13 kwietnia 2012 18:00 | GKS Bełchatów · Żewłakow 2' · Zbozień 7' | 2:0(2:0) | Jagiellonia Białystok                                  | Stadion GKS-u, Bełchatów Widzów: 1,8 tys. Sędzia: Tomasz Musiał (Kraków) |
|                        | kartki: · Żewłakow 64'                   |          | kartki: · 45' Cionek · 61' Makuszewski · 86' Pawłowski |                                                                          |

| 13 kwietnia 2012 20:30 | Korona Kielce | 0:2(0:1) | Zagłębie Lubin · 33' (k) Šernas · 78' Małkowski                                                                    | Stadion Miejski, Kielce Widzów: 7986 Sędzia: Paweł Pskit (Łódź) |
|                        | kartki: · Kuzera 11' · Golański 20' · Jovanović 26', 32' · Vuković 30' · Staňo 34' · Lisowski 56' · Korzym 69' 90+4' · Lenartowski 90+5' |          | kartki: · 20' Nhamoinesu · 40' Rakowski · 56' Bílek · 76' Hanzel · 83' Horváth · 90+2' Woźniak · 90+4', 90+5' Lira |                                                                 |

| 14 kwietnia 2012 13:30 | Podbeskidzie Bielsko-Biała · Demjan 90' | 1:1(0:0) | Śląsk Wrocław · 63' Celeban | Stadion Miejski, Bielsko-Biała Widzów: 3055 Sędzia: Paweł Gil (Lublin) |
|                        | kartki: · Łatka 45'                     |          | kartki: · 56' Gikiewicz     |                                                                        |

| 14 kwietnia 2012 15:45 | Wisła Kraków · Genkov 8', 27', 55'                       | 3:2(0:0) | ŁKS Łódź · 57' Gancarczyk · 68' Kujawa | Stadion Miejski, Kraków Widzów: 15 019 Sędzia: Sebastian Jarzębak (Bytom) |
|                        | kartki: · Iliev 42' · Núñez 76' · Díaz 80' · Lamey 90+5' |          | kartki: · 61' Gieraga · 90+5' Łabędzki |                                                                           |

| 14 kwietnia 2012 18:00 | Widzew Łódź · Matusiak 39' (k)                               | 1:1(1:1) | Legia Warszawa · 22' Kucharczyk                              | Stadion Widzewa, Łódź Widzów: 8 tys. Sędzia: Dawid Piasecki (Słupsk) |
|                        | kartki: · Abbès 41' · Kaczmarek 60' · Ukah 90' · Panka 90+2' |          | kartki: · 88' Wolski · 90' Radović · 90+2' Gol · 90+2' Astiz |                                                                      |

| 15 kwietnia 2012 18:00 | Lech Poznań · Ubiparip 43' · Możdżeń 86' | 2:1(1:0) | Lechia Gdańsk · 64' (sam.) Injac | Stadion Miejski, Poznań Widzów: 19 737 Sędzia: Szymon Marciniak (Płock) |
|                        |                                          |          |                                  |                                                                         |

| 15 kwietnia 2012 18:00 | Ruch Chorzów | 0:0(0:0) | Górnik Zabrze        | Stadion Ruchu, Chorzów Widzów: 9,3 tys. Sędzia: Daniel Stefański (Bydgoszcz) |
|                        |              |          | kartki: · 70' Pazdan |                                                                              |

| 16 kwietnia 2012 18:00 | Polonia Warszawa · Dvalishvili 4' (k) · Çani 70'          | 2:1(1:0) | Cracovia · 87' (k) van der Biezen | Stadion Polonii, Warszawa Widzów: 2,5 tys. Sędzia: Adam Lyczmański (Bydgoszcz) |
|                        | kartki: · Kokoszka 45' · Čotra 65', 86' · Dvalishvili 76' |          |                                   |                                                                                |

### 27. kolejka (20 kwietnia – 23 kwietnia)
| 20 kwietnia 2012 18:00 | Cracovia                                                            | 0:0(0:0) | Widzew Łódź                           | Stadion Cracovii, Kraków Widzów: 7271 Sędzia: Marcin Borski (Warszawa) |
|                        | kartki: · Puzigaća 50' · Nykiel 52' · Višņakovs 60' · Kosanović 88' |          | kartki: · 88' Oziębała · 90+3' Okachi |                                                                        |

| 20 kwietnia 2012 20:30 | Polonia Warszawa                     | 0:1(0:0) | Ruch Chorzów · 55' Đokić                               | Stadion Polonii, Warszawa Widzów: 4 tys. Sędzia: Paweł Gil (Lublin) |
|                        | kartki: · Trałka 26' · Çani 60', 85' |          | kartki: · 21' Grodzicki · 33' Burliga · 90+3' Zieńczuk |                                                                     |

| 21 kwietnia 2012 13:30 | Legia Warszawa            | 0:1(0:1) | Lech Poznań · 25' Rudņevs                                | Pepsi Arena, Warszawa Widzów: 26 744 Sędzia: Robert Małek (Zabrze) |
|                        | kartki: · Jędrzejczyk 34' |          | kartki: · 19' Rudņevs · 28' Wołąkiewicz · 28' Wojtkowiak |                                                                    |

| 21 kwietnia 2012 15:45 | Jagiellonia Białystok · Frankowski 28', 57' | 2:1(1:0) | Górnik Zabrze · 80' Milik                                            | Stadion Miejski, Białystok Widzów: 3950 Sędzia: Paweł Raczkowski (Warszawa) |
|                        |                                             |          | kartki: · 12' Skorupski · 30' Przybylski · 77' Kwiek · 89' Mączyński |                                                                             |

| 21 kwietnia 2012 18:00 | Podbeskidzie Bielsko-Biała · Kohen 84' | 1:3(0:0) | Wisła Kraków · 76' Jirsák · 82' Kirm · 87' Genkov | Stadion Miejski, Bielsko-Biała Widzów: 4279 Sędzia: Daniel Stefański (Bydgoszcz) |
|                        | kartki: · Reiman 20'                   |          | kartki: · 59' Díaz · 84' Lamey                    |                                                                                  |

| 22 kwietnia 2012 14:30 | Zagłębie Lubin · Banaś 90+1' | 1:1(0:0) | GKS Bełchatów · 55' Baran       | Stadion Zagłębia, Lubin Widzów: 7210 Sędzia: Tomasz Garbowski (Kluczbork) |
|                        | kartki: · Horváth 78'        |          | kartki: · 76' Mak · 88' Fonfara |                                                                           |

| 22 kwietnia 2012 17:00 | Lechia Gdańsk · Wilk 83' | 1:1(0:0) | Śląsk Wrocław · 63' Gikiewicz                | PGE Arena Gdańsk, Gdańsk Widzów: 14 792 Sędzia: Sebastian Jarzębak (Bytom) |
|                        | kartki: · Nowak 36'      |          | kartki: · 15' Socha · 32' Pawelec · 79' Díaz |                                                                            |

| 23 kwietnia 2012 18:00 | ŁKS Łódź                                                        | 0:2(0:2) | Korona Kielce · 8' Sobolewski · 17' Lenartowski | Stadion MOSiR w Łodzi, Łódź Widzów: 3045 Sędzia: Szymon Marciniak (Płock) |
|                        | kartki: · Łobodziński 57' · Łukasiewicz 66', 82' · Gërçaliu 79' |          | kartki: · 34' Kuzera                            |                                                                           |

### 28. kolejka (27 kwietnia – 30 kwietnia)
| 27 kwietnia 2012 18:00 | Górnik Zabrze · Nakoulma 36' (k) · Wodecki 82', 85' | 3:0(1:0) | Podbeskidzie Bielsko-Biała | Stadion Górnika, Zabrze Widzów: 3 tys. Sędzia: Paweł Gil (Lublin) |
|                        |                                                     |          | kartki: · 35' Byrtek       |                                                                   |

| 27 kwietnia 2012 20:30 | Lech Poznań · Ubiparip 59' | 1:0(0:0) | Polonia Warszawa                                    | Stadion Miejski, Poznań Widzów: 26 640 Sędzia: Daniel Stefański (Bydgoszcz) |
|                        |                            |          | kartki: · 31' Wszołek · 39' Teodorczyk · 90+2' Çani |                                                                             |

| 28 kwietnia 2012 13:30 | Widzew Łódź                      | 0:1(0:1) | Lechia Gdańsk · 14' Traoré     | Stadion Widzewa, Łódź Widzów: 5,1 tys. Sędzia: Adam Lyczmański (Bydgoszcz) |
|                        | kartki: · Bieniuk 70' · Ukah 72' |          | kartki: · 49' Bąk · 59' Traoré |                                                                            |

| 28 kwietnia 2012 15:45 | GKS Bełchatów                 | 0:2(0:2) | Korona Kielce · 5', 28' Staňo | Stadion GKS-u, Bełchatów Widzów: 2,5 tys. Sędzia: Hubert Siejewicz (Białystok) |
|                        | kartki: · Mak 45' · Baran 75' |          |                               |                                                                                |

| 28 kwietnia 2012 18:00 | Ruch Chorzów · Piech 1' · Stawarczyk 66' | 2:2(1:2) | ŁKS Łódź · 15' Gieraga · 32' Kujawa | Stadion Ruchu, Chorzów Widzów: 199 Sędzia: Tomasz Musiał (Kraków) |
|                        |                                          |          |                                     |                                                                   |

| 29 kwietnia 2012 14:30 | Śląsk Wrocław · Vidanov 4' (sam.) · Cetnarski 45' | 2:1(2:0) | Zagłębie Lubin · 76' Woźniak | Stadion Miejski, Wrocław Widzów: 16 048 Sędzia: Szymon Marciniak (Płock) |
|                        | kartki: · Mráz 26' · Wołczek 43'                  |          | kartki: · 78' Banaś          |                                                                          |

| 29 kwietnia 2012 17:00 | Legia Warszawa · Ljuboja 64' | 1:1(0:0) | Jagiellonia Białystok · 61' Frankowski                                                            | Pepsi Arena, Warszawa Widzów: 22 528 Sędzia: Dawid Piasecki (Słupsk) |
|                        | kartki: · Novo 90+4'         |          | kartki: · 86' Norambuena · 45', 89' Pejović · 90' Makuszewski · 90+2' Sandomierski · 90+4' Cionek |                                                                      |

| 30 kwietnia 2012 18:30 | Wisła Kraków · Melikson 29'                | 1:0(1:0) | Cracovia | Stadion Miejski, Kraków Widzów: 23 215 Sędzia: Robert Małek (Zabrze) |
|                        | kartki: · Núñez 3' · Wilk 12' · Czekaj 61' |          | kartki: · 2', 70' Boljević · 28' Nykiel · 46' Szeliga · 49' van der Biezen · 62' Struna · 65' Żytko · 67', 90+2' Budziński · 90' Ntibazonkiza |                                                                      |

### 29. kolejka (3 maja)
| 3 maja 2012 18:00 | Polonia Warszawa                                                        | 0:4(0:1) | Zagłębie Lubin · 10', 52', 65', 79' Pawłowski | Stadion Polonii, Warszawa Widzów: 2,4 tys. Sędzia: Hubert Siejewicz (Białystok) |
|                   | kartki: · Baszczyński 6' · Dvalishvili 41' · Bruno 63' · Przyrowski 63' |          | kartki: · 4' Horváth                          |                                                                                 |

| 3 maja 2012 18:00 | ŁKS Łódź · Saganowski 29'                             | 1:1(1:1) | GKS Bełchatów · 10' Nowak | Stadion MOSiR w Łodzi, Łódź Widzów: 2746 Sędzia: Sebastian Jarzębak (Bytom) |
|                   | kartki: · Łabędzki 36' · Gancarczyk 42' · Gieraga 66' |          |                           |                                                                             |

| 3 maja 2012 18:00 | Górnik Zabrze · Przybylski 18' · Milik 66'       | 2:0(1:0) | Wisła Kraków                       | Stadion Górnika, Zabrze Widzów: 3 tys. Sędzia: Paweł Raczkowski (Warszawa) |
|                   | kartki: · Pazdan 62' · Danch 79' · Marciniak 90' |          | kartki: · 29' Jaliens · 90' Jirsák |                                                                            |

| 3 maja 2012 18:00 | Lech Poznań · Rudņevs 86' (k) | 1:0(0:0) | Podbeskidzie Bielsko-Biała    | Stadion Miejski, Poznań Widzów: 27 184 Sędzia: Adam Lyczmański (Bydgoszcz) |
|                   | kartki: · Henríquez 90'       |          | kartki: · 59' Bąk · 64' Łatka |                                                                            |

| 3 maja 2012 18:00 | Cracovia                                                 | 0:2(0:0) | Ruch Chorzów · 64' Piech · 70' Zieńczuk               | Stadion Cracovii, Kraków Widzów: 6703 Sędzia: Szymon Marciniak (Płock) |
|                   | kartki: · Steblecki 59' · Żytko 87' · Matulevičius 90+3' |          | kartki: · 24' Lewczuk · 37' Grodzicki · 90+3' Burliga |                                                                        |

| 3 maja 2012 18:00 | Lechia Gdańsk · Wilk 43'            | 1:0(1:0) | Legia Warszawa                                    | PGE Arena Gdańsk, Gdańsk Widzów: 21 359 Sędzia: Tomasz Musiał (Kraków) |
|                   | kartki: · Surma 34' · Tuszyński 90' |          | kartki: · 32' Vrdoljak · 56' Gol · 60' Wawrzyniak |                                                                        |

| 3 maja 2012 18:00 | Śląsk Wrocław · Kaźmierczak 22', 86' · Elsner 38' | 3:1(2:0) | Jagiellonia Białystok · 71' (k) Kupisz    | Stadion Miejski, Wrocław Widzów: 19 976 Sędzia: Paweł Pskit (Łódź) |
|                   | kartki: · Cetnarski 65'                           |          | kartki: · 50' Bandrowski · 50' Arzumanjan |                                                                    |

| 3 maja 2012 18:00 | Korona Kielce         | 0:2(0:2) | Widzew Łódź · 10', 43' Ben Dhifallah                              | Stadion Miejski, Kielce Widzów: 10 664 Sędzia: Robert Małek (Zabrze) |
|                   | kartki: · Vuković 20' |          | kartki: · 30' Ben Dhifallah · 37' Abbès · 70' Bieniuk · 86' Panka |                                                                      |

### 30. kolejka (6 maja)
| 6 maja 2012 17:00 | Jagiellonia Białystok · Plizga 59' · Kupisz 78' (k) | 2:1(0:0) | ŁKS Łódź · 71' Bonin                                                            | Stadion Miejski, Białystok Widzów: 4157 Sędzia: Tomasz Wajda (Żywiec) |
|                   | kartki: · Frankowski 41', 53'                       |          | kartki: · 10' Gancarczyk · 54', 86' Saganowski · 77' Olszewski · 90' Klepczarek |                                                                       |

| 6 maja 2012 17:00 | Ruch Chorzów · Piech 18' · Straka 21' | 2:1(2:0) | Lechia Gdańsk · 85' Madera | Stadion Ruchu, Chorzów Widzów: 7,6 tys. Sędzia: Paweł Pskit (Łódź) |
|                   |                                       |          |                            |                                                                    |

| 6 maja 2012 17:00 | Wisła Kraków                                  | 0:1(0:0) | Śląsk Wrocław · 51' Elsner                            | Stadion Miejski, Kraków Widzów: 22 627 Sędzia: Daniel Stefański (Bydgoszcz) |
|                   | kartki: · Czekaj 11' · Małecki 60' · Wilk 68' |          | kartki: · 20' Gikiewicz · 45' Mráz · 50', 82' Wołczek |                                                                             |

| 6 maja 2012 17:00 | Widzew Łódź             | 0:0(0:0) | Lech Poznań                                     | Stadion Widzewa, Łódź Widzów: 6 tys. Sędzia: Dawid Piasecki (Słupsk) |
|                   | kartki: · Mroziński 32' |          | kartki: · 30' Henríquez · 65' Injac · 68' Tonev |                                                                      |

| 6 maja 2012 17:00 | Legia Warszawa · Wolski 64'                                                  | 1:0(0:0) | Korona Kielce                                         | Pepsi Arena, Warszawa Widzów: 24 351 Sędzia: Paweł Gil (Lublin) |
|                   | kartki: · Żewłakow 44' · Gol 60' · Rzeźniczak 72' · Wolski 75' · Radović 87' |          | kartki: · 59' Lisowski · 64' Kijanskas · 68' Golański |                                                                 |

| 6 maja 2012 17:00 | Zagłębie Lubin · Małkowski 19' · Šernas 86' | 2:1(1:0) | Górnik Zabrze · 70' Telichowski                       | Stadion Zagłębia, Lubin Widzów: 6916 Sędzia: Krzysztof Jakubik (Siedlce) |
|                   | kartki: · Šernas 80' · Małkowski 86'        |          | kartki: · 49' Telichowski · 61' Milik · 89' Marciniak |                                                                          |

| 6 maja 2012 17:00 | Podbeskidzie Bielsko-Biała · Patejuk 90' (k) | 1:1(1:0) | Polonia Warszawa · 12' Wszołek             | Stadion Miejski, Bielsko-Biała Widzów: 3 tys. Sędzia: Tomasz Garbowski (Kluczbork) |
|                   | kartki: · Demjan 54' · Nowak 62'             |          | kartki: · 58' Wszołek · 87', 89' Jodłowiec |                                                                                    |

| 6 maja 2012 17:00 | GKS Bełchatów · Nowak 40', 90'  | 2:2(1:2) | Cracovia · 15' Dudzic · 36' Steblecki | Stadion GKS-u, Bełchatów Widzów: 1,2 tys. Sędzia: Bartosz Frankowski (Toruń) |
|                   | kartki: · Baran 84' · Nowak 90' |          | kartki: · 90' Żołądź                  |                                                                              |